# Fractal

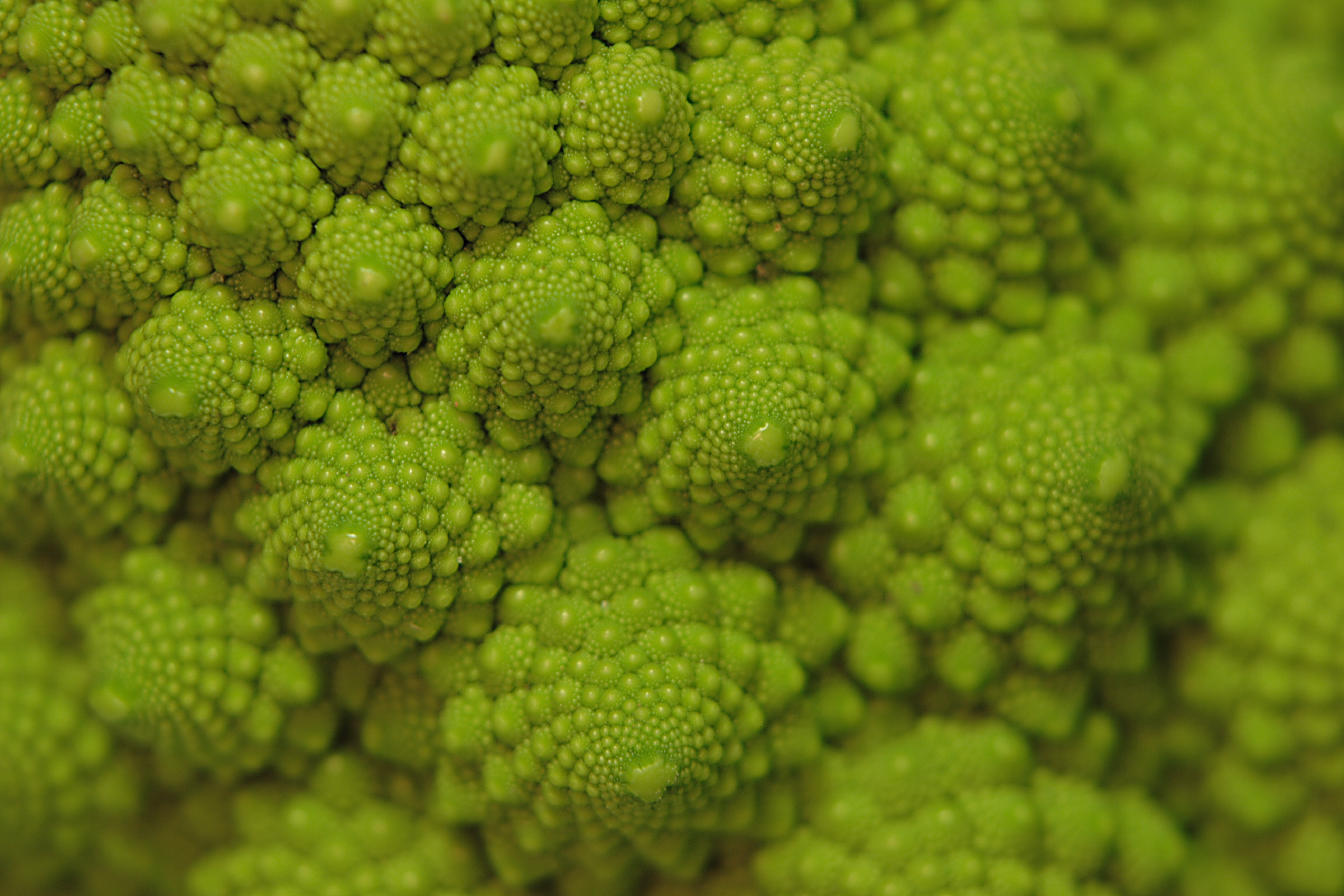
En la naturaleza también aparece la geometría fractal y se ejemplifica en muchos casos, como en este brécol romanesco

Un fractal es un objeto geométrico cuya estructura básica, fragmentada o aparentemente irregular, se repite a diferentes escalas. El término fue propuesto por el matemático Benoît Mandelbrot en 1975 y deriva del latín fractus, que significa quebrado o fracturado. Muchas estructuras naturales son de tipo fractal. La propiedad matemática clave de un objeto genuinamente fractal es que su dimensión métrica fractal es un número no entero mayor que su dimensión topológica (que siempre es un entero).
Si bien el término "fractal" es reciente, los objetos hoy denominados fractales eran bien conocidos en matemáticas desde principios del siglo XX. Las maneras más comunes de determinar lo que hoy denominamos dimensión fractal fueron establecidas a principios del siglo XX en el ámbito de la teoría de la medida.

## Introducción
La definición de fractal desarrollada en los años 1970 dio unidad a una serie de ejemplos, algunos de los cuales se remontaban a un siglo antes. A un objeto geométrico fractal se le atribuyen las siguientes características:
- Es demasiado irregular para ser descrito en términos geométricos tradicionales.
- Es autosimilar, su forma es hecha de copias más pequeñas de la misma figura.

Las copias son similares al todo: misma forma pero diferente tamaño. Ejemplos de autosimilitud:
- Fractales naturales son objetos naturales que se pueden representar con muy buena aproximación mediante fractales matemáticos con autosimilitud estadística. Los fractales encontrados en la naturaleza se diferencian de los fractales matemáticos en que los naturales son aproximados o estadísticos y su autosimilitud se extiende solo a un rango de escalas (por ejemplo, a escala cercana a la atómica su estructura difiere de la estructura macroscópica).
- Conjunto de Mandelbrot es un fractal autosimilar, generado por el conjunto de puntos estables de órbita acotada bajo cierta transformación iterativa no lineal.
- Paisajes fractales, este tipo de fractales generados computacionalmente pueden producir paisajes realistas convincentes.
- Fractales de pinturas, se utilizan para realizar el proceso de decalcomanía.

- Su dimensión de Hausdorff-Besicovitch es estrictamente mayor que su dimensión topológica.
- Se define mediante un simple algoritmo recursivo.

No basta con una sola de estas características para definir un fractal. Por ejemplo, la recta real no se considera un fractal, pues a pesar de ser un objeto autosimilar carece del resto de características exigidas.
Un fractal natural es un elemento de la naturaleza que puede ser descrito mediante la geometría fractal. Las nubes, las montañas, el sistema circulatorio, las líneas costeras o los copos de nieve son fractales naturales. Esta representación es aproximada, pues las propiedades atribuidas a los objetos fractales ideales, como el detalle infinito, tienen límites en el mundo natural. 

### Los ejemplos clásicos
Para encontrar los primeros ejemplos de fractales debemos remontarnos a finales del siglo XIX: en 1872 apareció la función de Weierstrass, cuyo grafo hoy en día consideraríamos fractal, como ejemplo de función continua pero no diferenciable en ningún punto. 

Sucesivos pasos de la construcción de la Curva de Koch

Posteriormente aparecieron ejemplos con propiedades similares pero una definición más geométrica. Dichos ejemplos podían construirse partiendo de una figura inicial (semilla), a la que se aplicaban una serie de construcciones geométricas sencillas. La serie de figuras obtenidas se aproximaba a una figura límite que correspondía a lo que hoy llamamos conjunto fractal. Así, en 1904, Helge von Koch definió una curva con propiedades similares a la de Weierstrass: el copo de nieve de Koch. En 1915, Waclaw Sierpinski construyó su triángulo y, un año después, su alfombra. 
| Construcción de la alfombra de Sierpinski: |        |        |        |        |  |
|                                            |        |        |        |        |  |
| Paso 1 (semilla)                           | Paso 2 | Paso 3 | Paso 4 | Paso 5 |  |

Estos conjuntos mostraban las limitaciones del análisis clásico, pero eran vistos como objetos artificiales, una "galería de monstruos", como los denominó Henri Poincaré. Pocos matemáticos vieron la necesidad de estudiar estos objetos en sí mismos.
En 1919 surge una herramienta básica en la descripción y medida de estos conjuntos: la dimensión de Hausdorff-Besicovitch.

### Los conjuntos de Julia

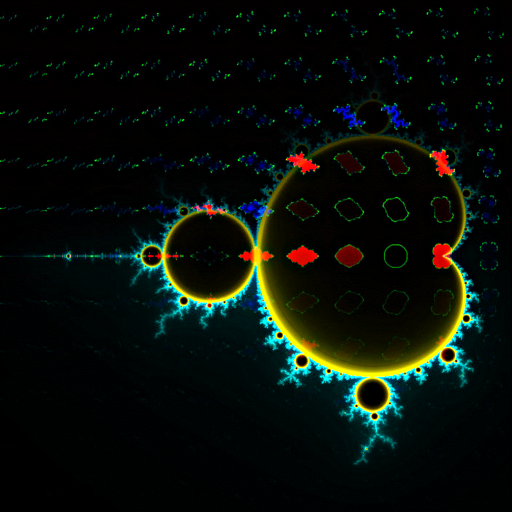
En negro, imagen del Conjunto de Mandelbrot superpuesto con los conjuntos de Julia rellenos representados por algunos de sus puntos (en rojo los conjuntos de Julia conexos y en azul los no conexos).

Estos conjuntos, fruto de los trabajos de Pierre Fatou y Gaston Julia en los años 1920, surgen como resultado de la aplicación reiterada de funciones holomorfas {\displaystyle z\mapsto f(z)\mapsto f(f(z))\mapsto \ldots }.
Analicemos el caso particular de funciones polinómicas de grado mayor que uno. Al aplicar sucesivas veces una función polinómica es muy posible que el resultado tienda a {\displaystyle \infty }. Al conjunto de valores de {\displaystyle z\in C} que no escapan al infinito mediante esta operación se le denomina conjunto de Julia relleno, y a su frontera, simplemente conjunto de Julia.
Estos conjuntos se representan mediante un algoritmo de tiempo de escape, en que cada pixel se colorea según el número de iteraciones necesarias para escapar. Suele usarse un color especial, a menudo el negro, para representar los puntos que no han escapado tras un número grande y prefijado de iteraciones.
Ejemplos de conjuntos de Julia para {\displaystyle f_{c}(z)=z^{2}+c}

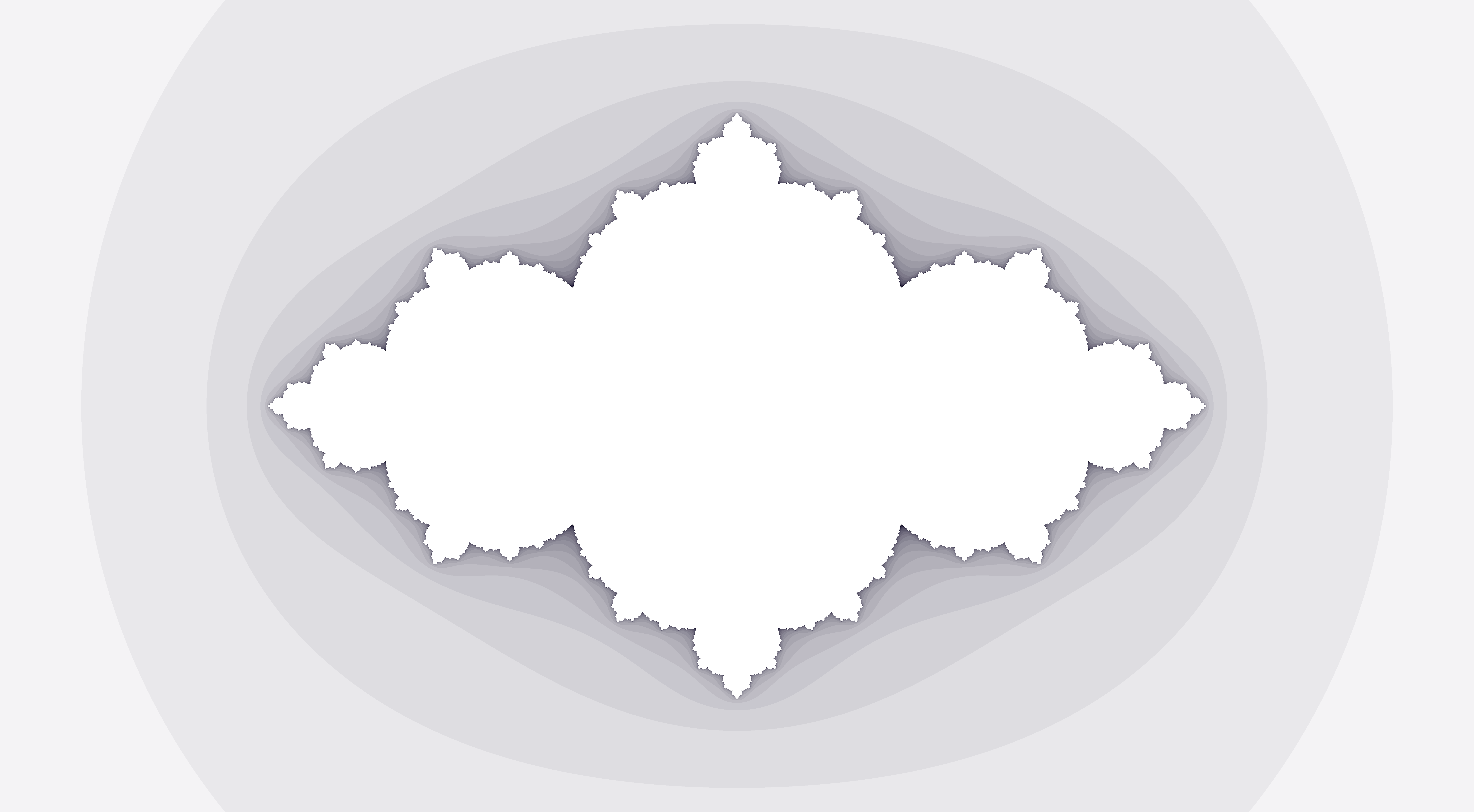
En blanco, conjunto de Julia relleno asociado a fc, c=1-φ, donde φ es el número áureo
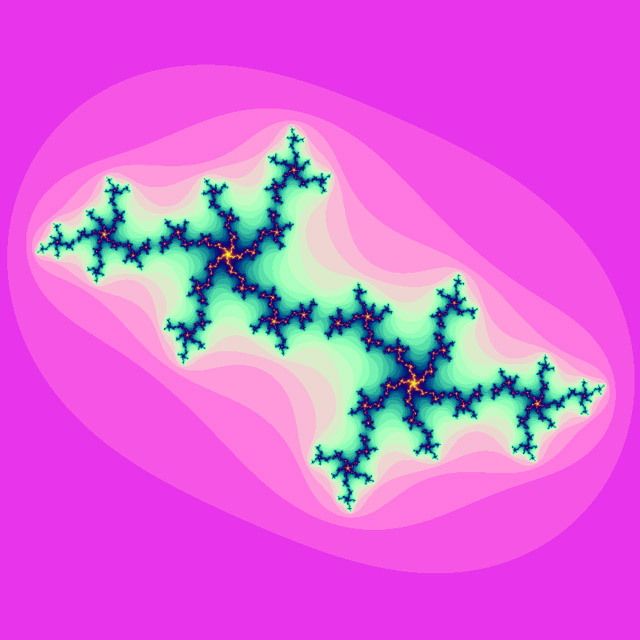
Conjunto de Julia relleno asociado a fc, c=(φ−2)+(φ−1)i =-0.382+0.618i
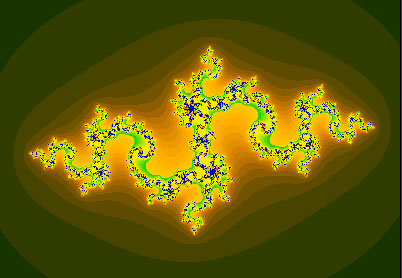
Conjunto de Julia relleno asociado a fc, c=-0.835-0.2321i

### Familias de fractales: el conjunto de Mandelbrot
La familia de conjuntos de Julia {\displaystyle \{f_{c}\}}, asociadas a la reiteración de funciones de la forma {\displaystyle f_{c}(z)=z^{2}+c} presenta conjuntos de una variedad sorprendente.
Dicha familia tendrá especial relevancia al quedar parametrizada en un mapa de fractales, popularizado en los años 1980, llamado conjunto de Mandelbrot. Este conjunto M representa un mapa en que cada pixel, correspondiente a un valor del parámetro {\displaystyle c\in \mathbb {C} }, se colorea de modo que refleje una propiedad básica del conjunto de Julia asociado a {\displaystyle f_{c}}. En concreto, {\displaystyle c\in M} si el conjunto de Julia asociado a {\displaystyle f_{c}} es conexo.
Iterando funciones de forma alternativa se generan los fractales oscilantes.

### El método de Mandelbrot: diferentes fractales iterando potencias de Z
A continuación se muestra una serie de fractales de las diferentes potencias de Z = Zm + C , según el método de Mandelbrot. 
Todos los puntos del plano complejo C=(Cx,iCy) son iterados por adición a la función correspondiente. Todas las iteraciones parten de los puntos x=0 iy=0.
Cuando la iteración converge se colorea de amarillo pálido. La divergencia a infinito es coloreada mediante un patrón cromático desde el negro al azul. El fractal derivado de la función Z = Z2 + C  se denomina conjunto de Mandelbrot. 
Ejemplos de fractales del tipo Mandelbrot Z = Zm + C  

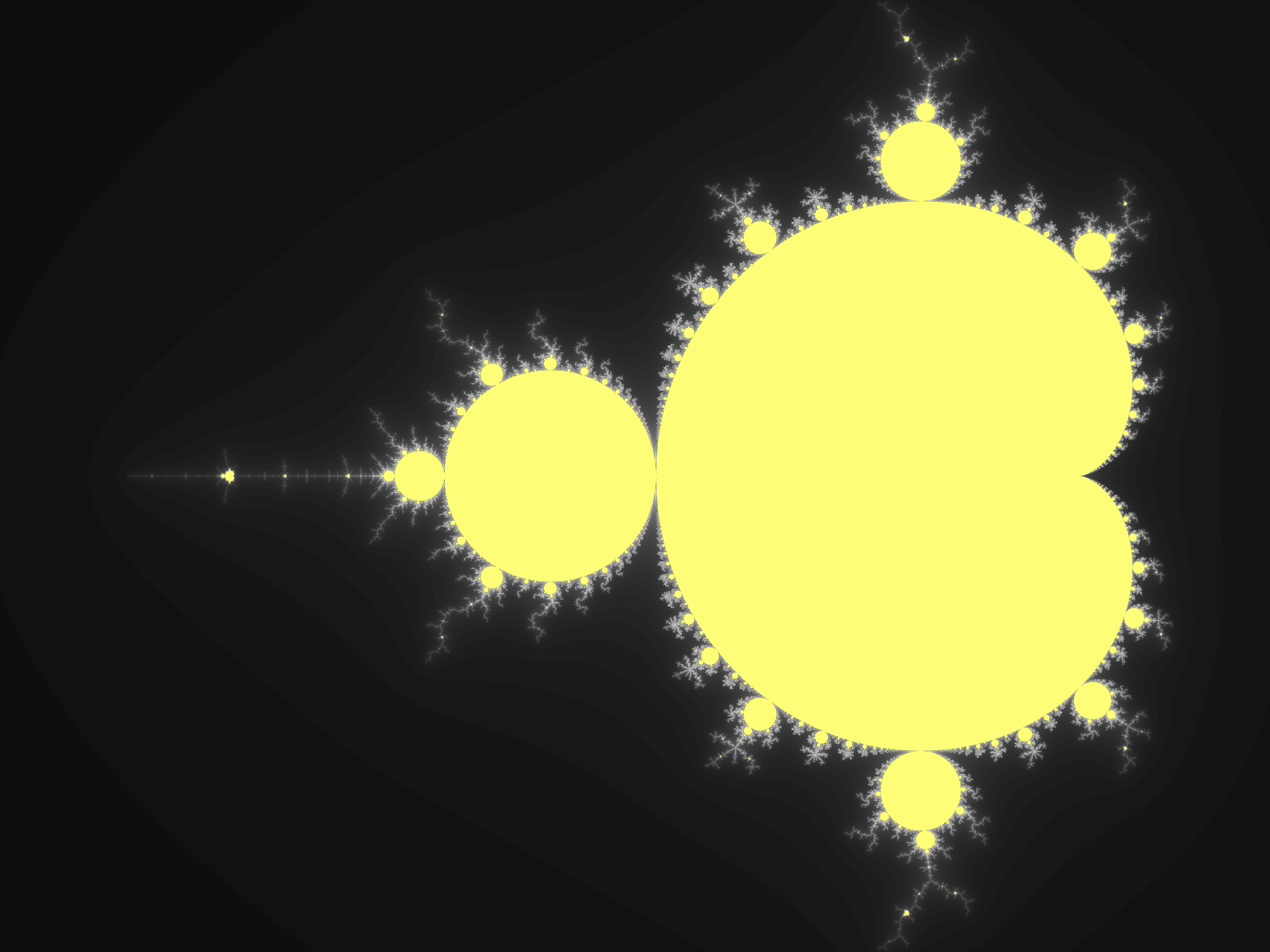
Z = Z2 + CConjunto de Mandelbrot
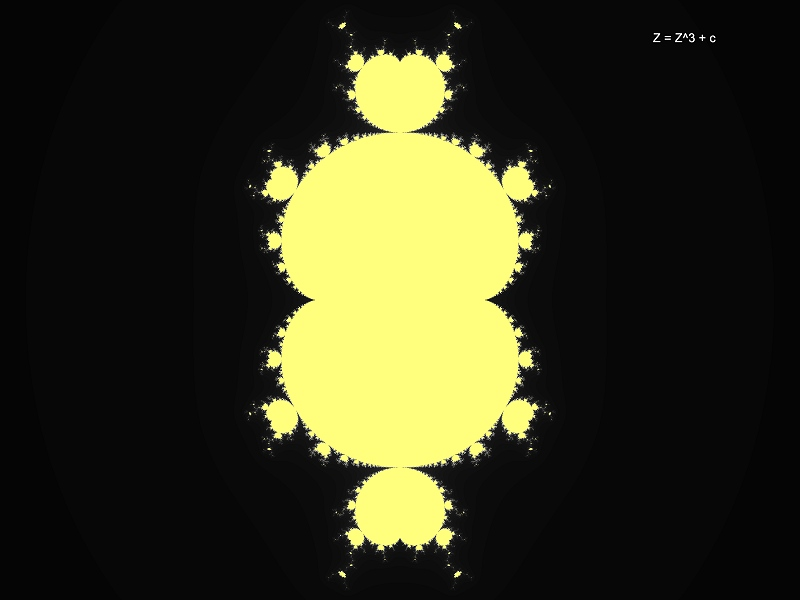
Z = Z3 + C
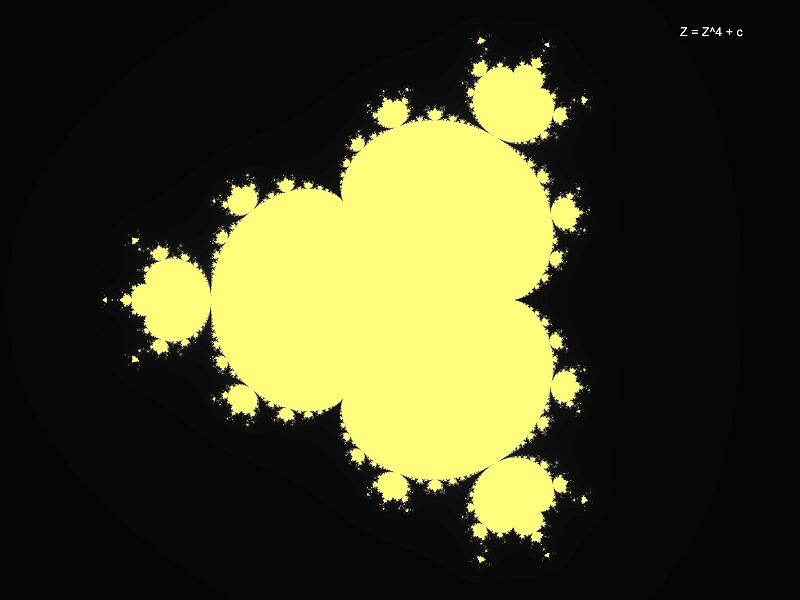
Z = Z4 + C
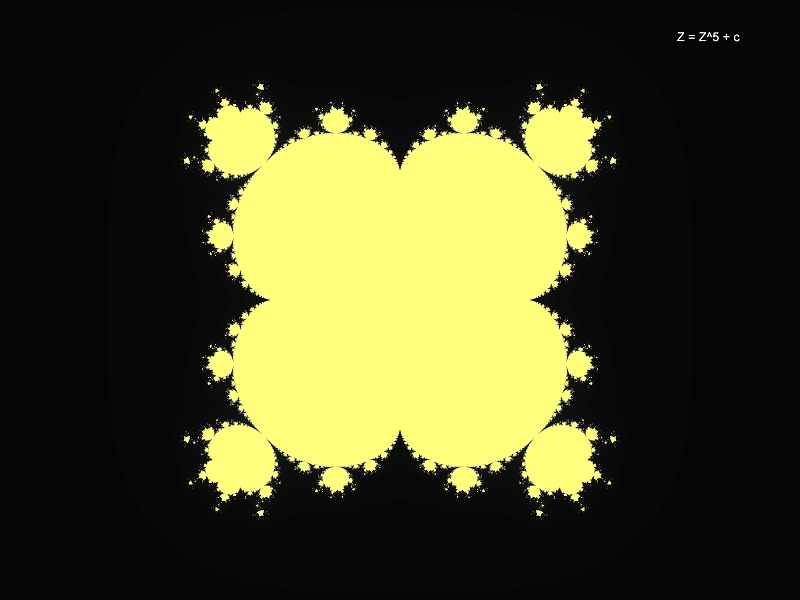
Z = Z5 + C
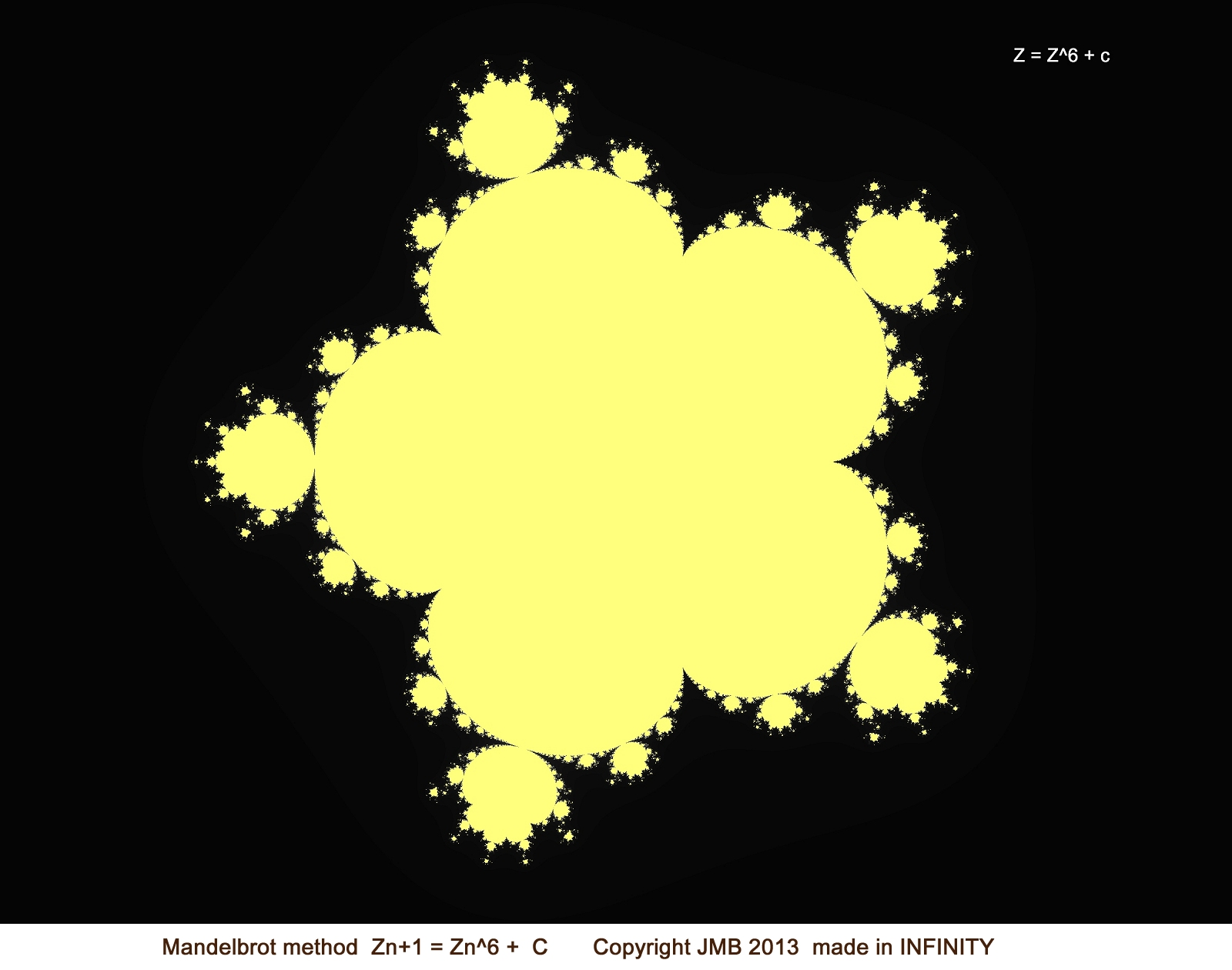
Z = Z6 + C
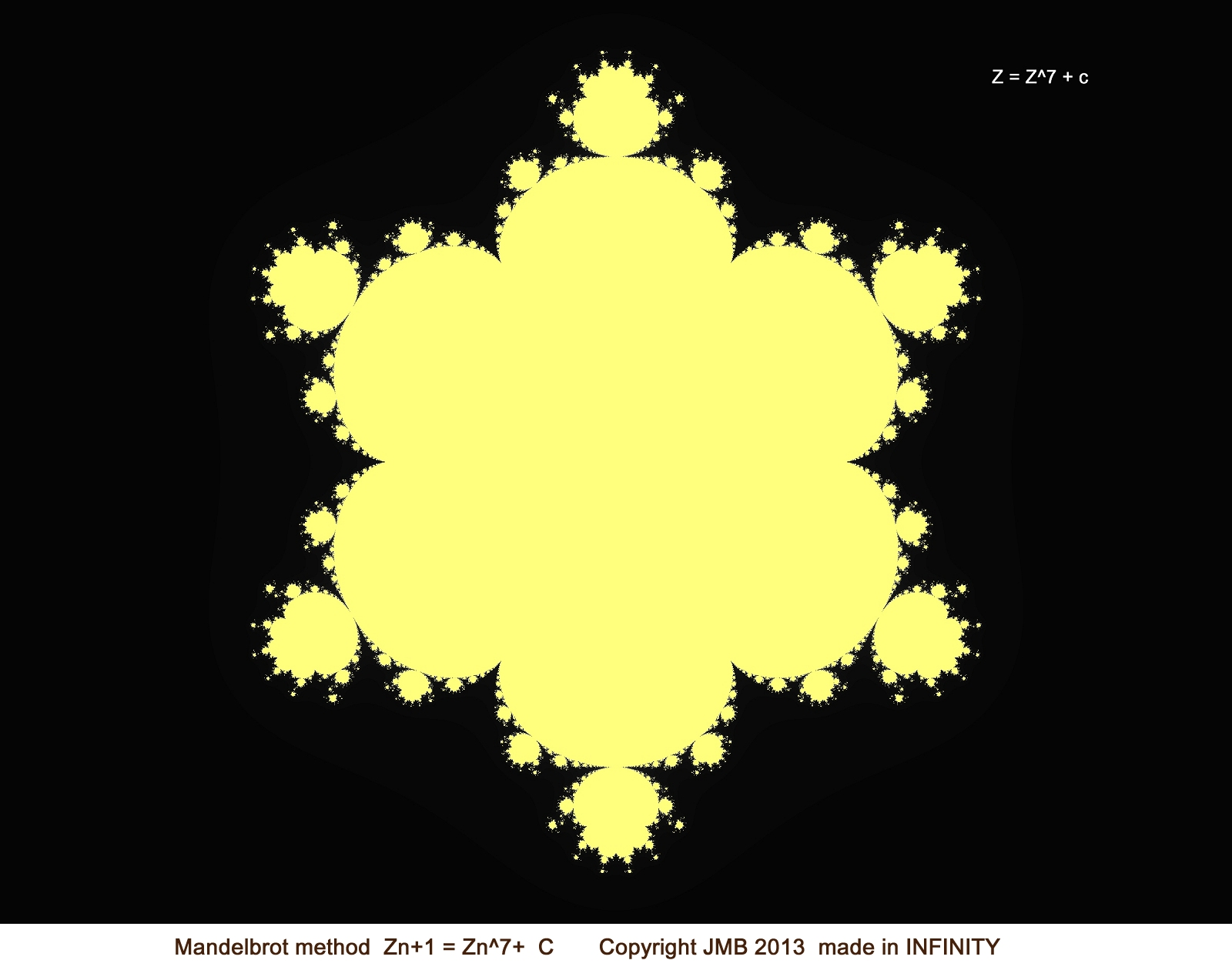
Z = Z7 + C
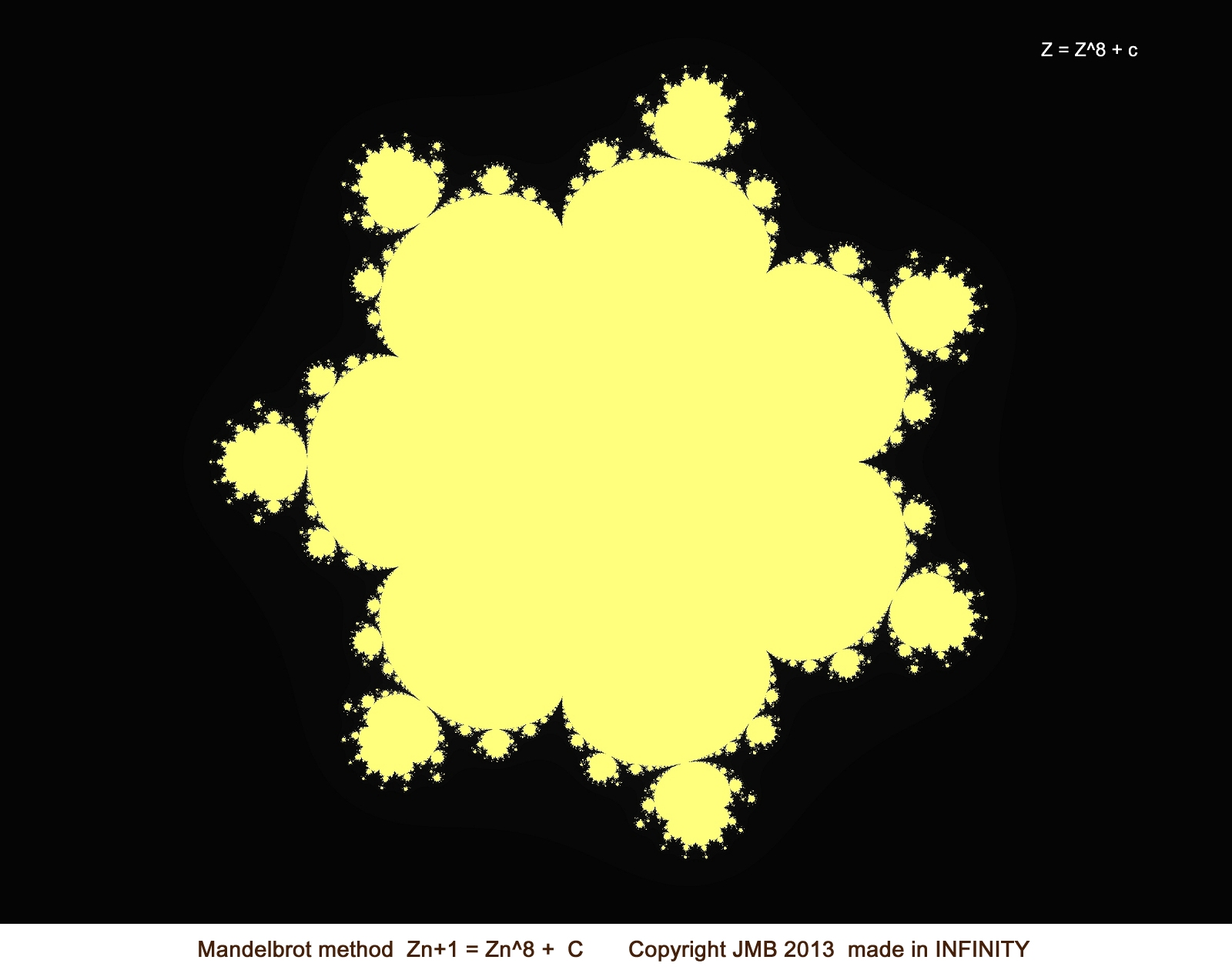
Z = Z8 + C
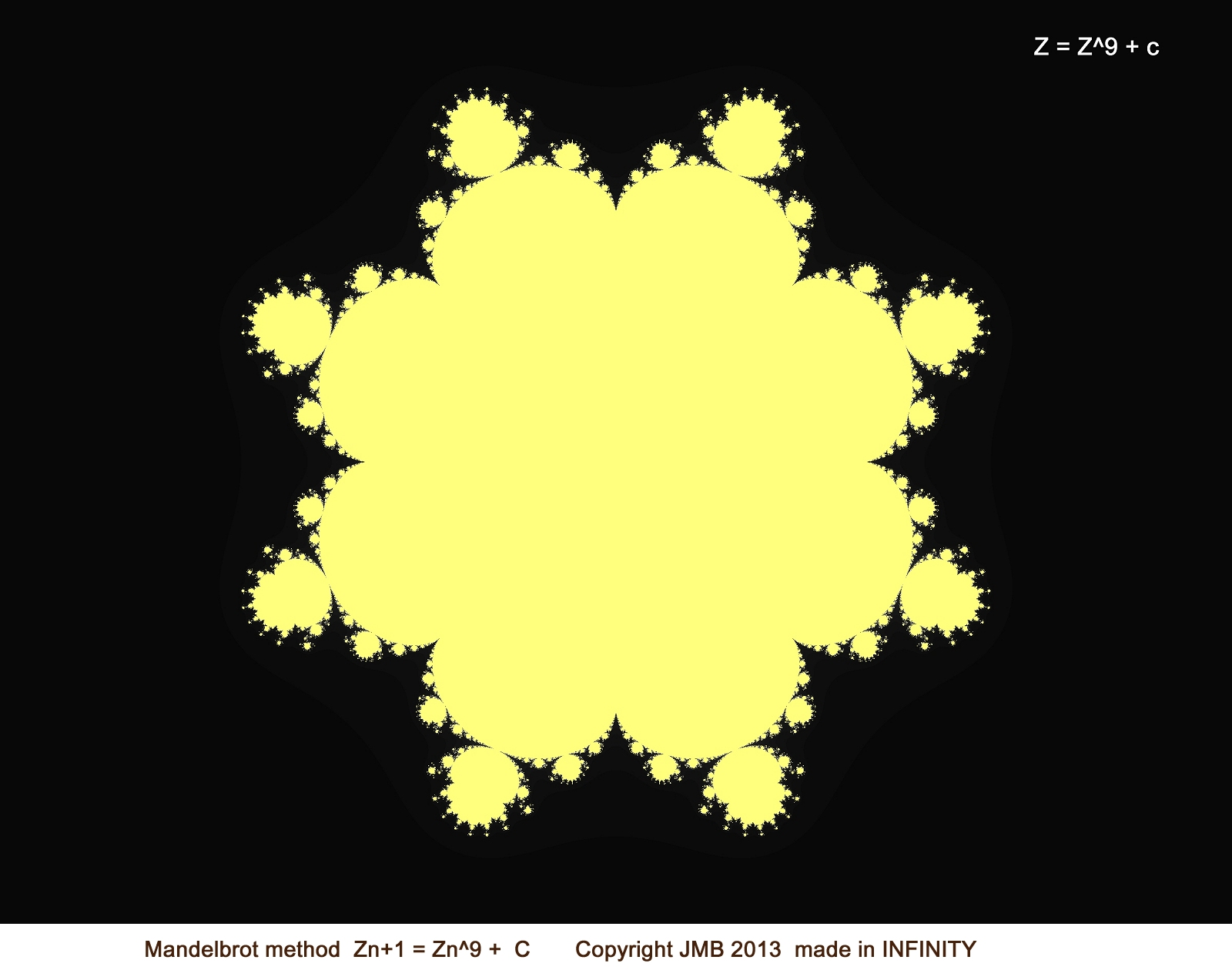
Z = Z9 + C
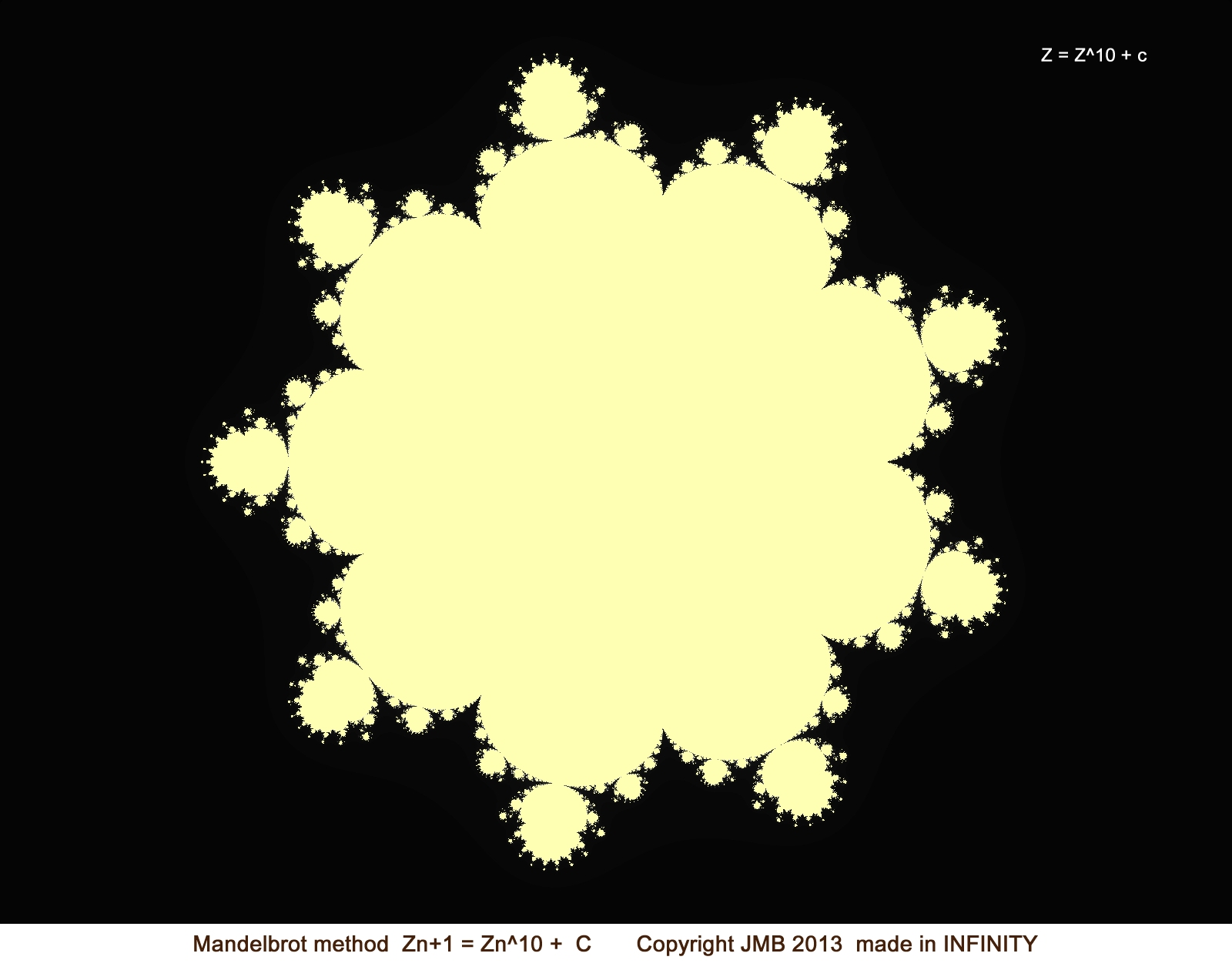
Z = Z10 + C
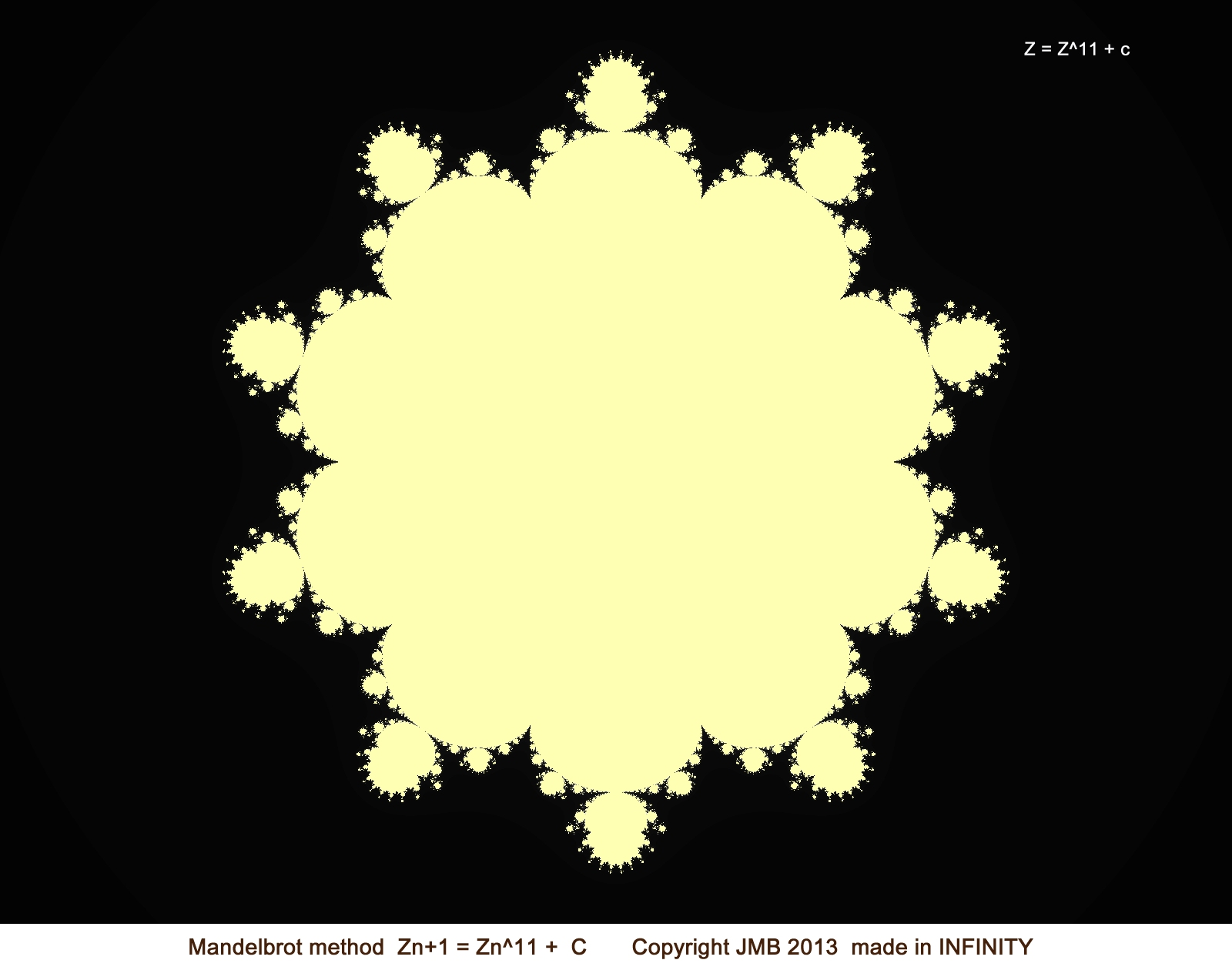
Z = Z11 + C
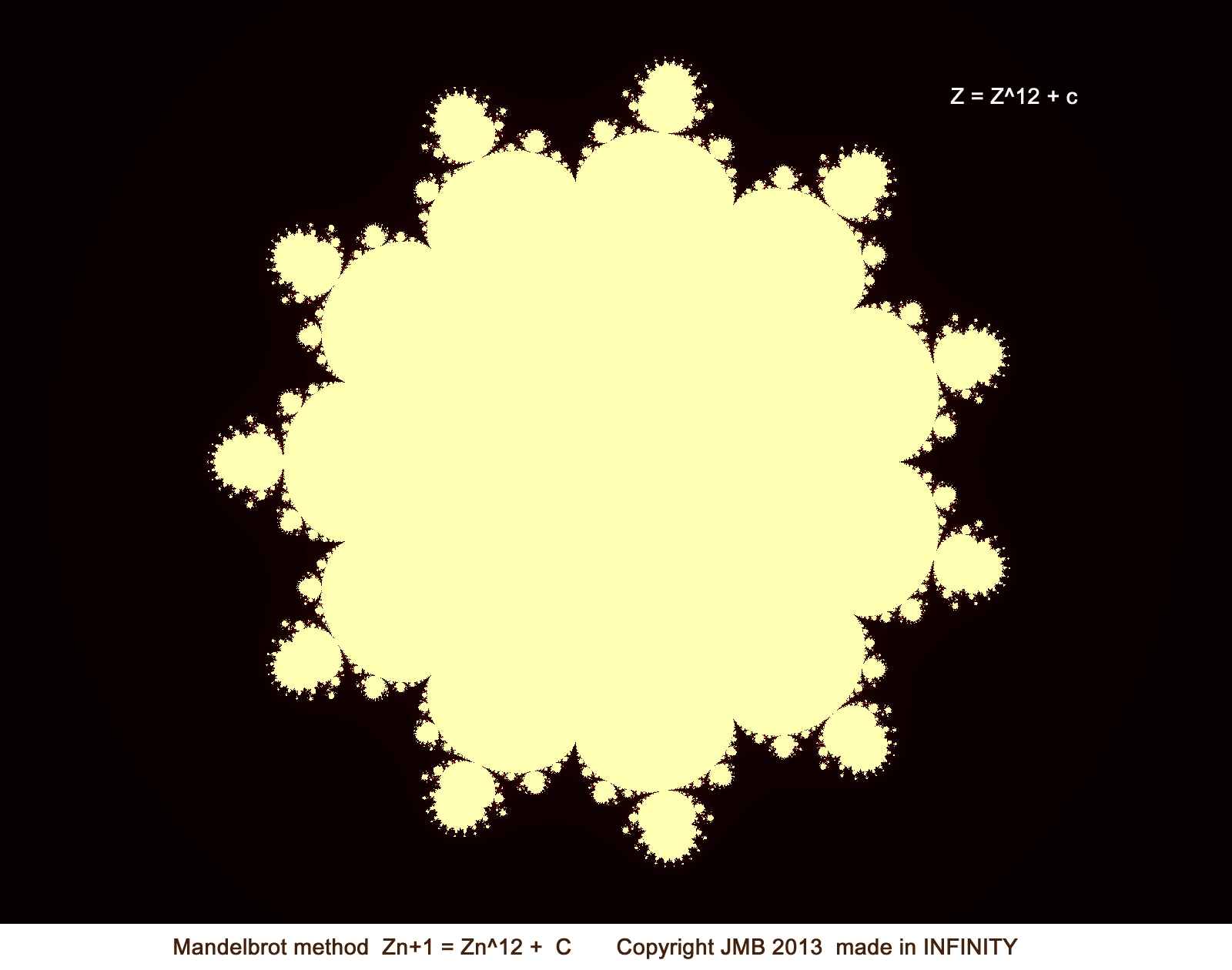
Z = Z12 + C
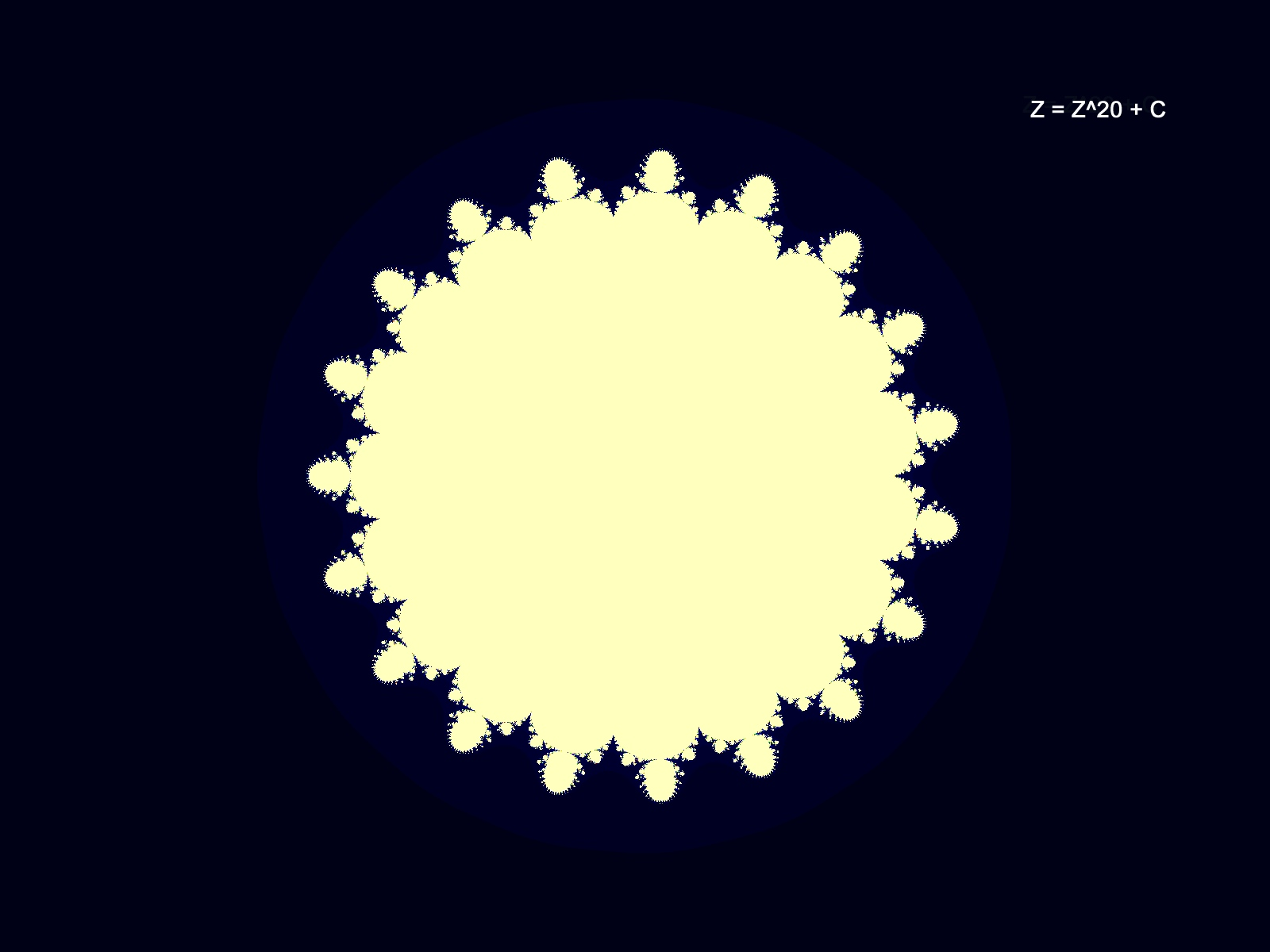
Z = Z20 + C

Ejemplos de fractales del tipo Mandelbrot Z = Zm + 1/C  
Aquí cuando la iteración converge se ha coloreado de negro.

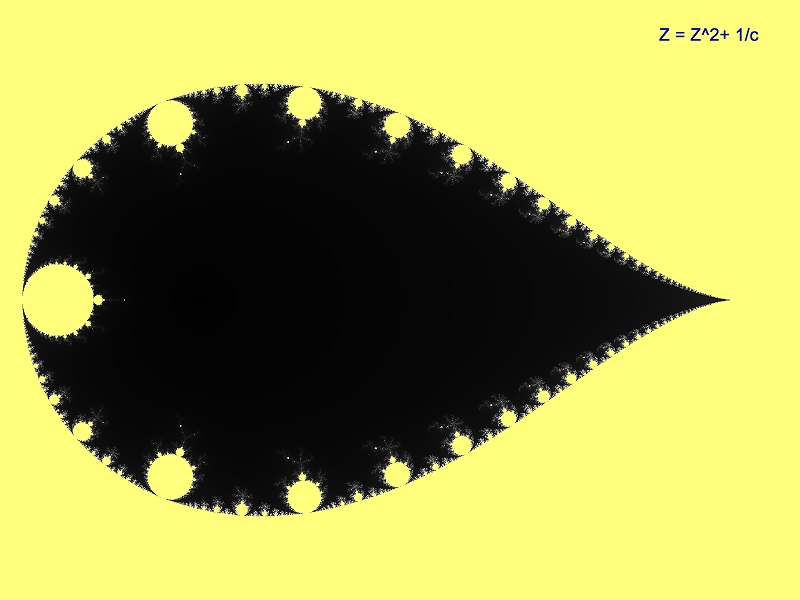
Z=Z2 + 1/C
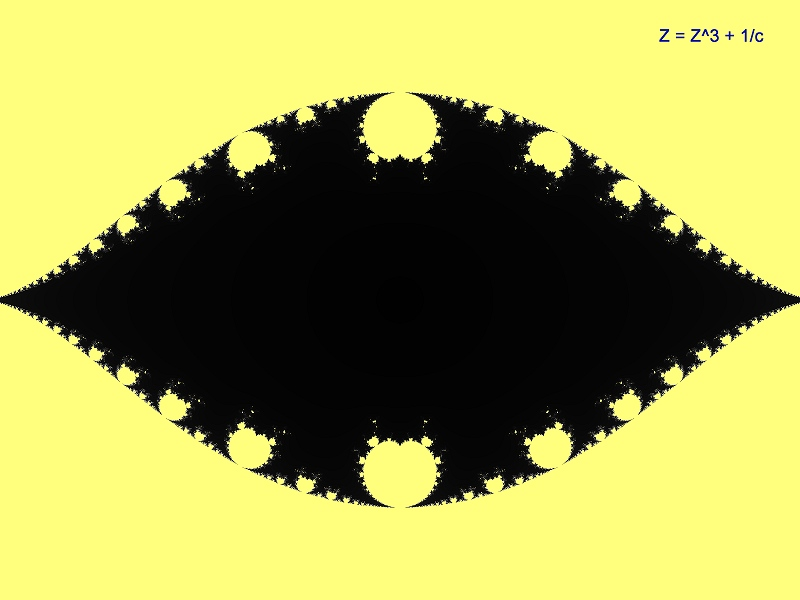
Z=Z3 + 1/C
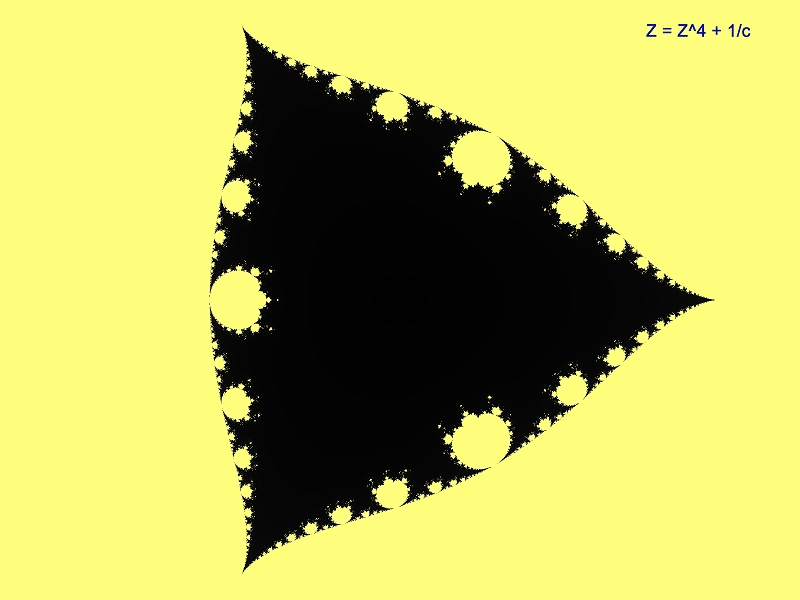
Z=Z4 + 1/C
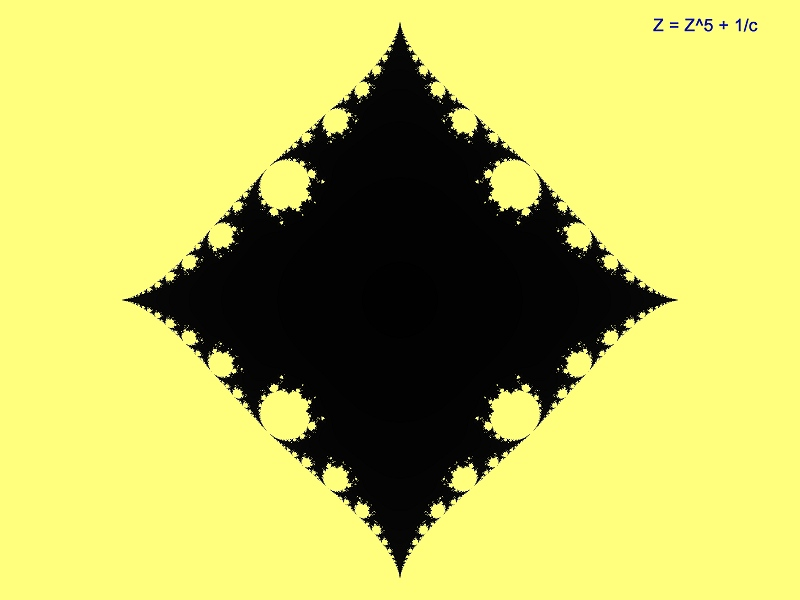
Z=Z5 + 1/C
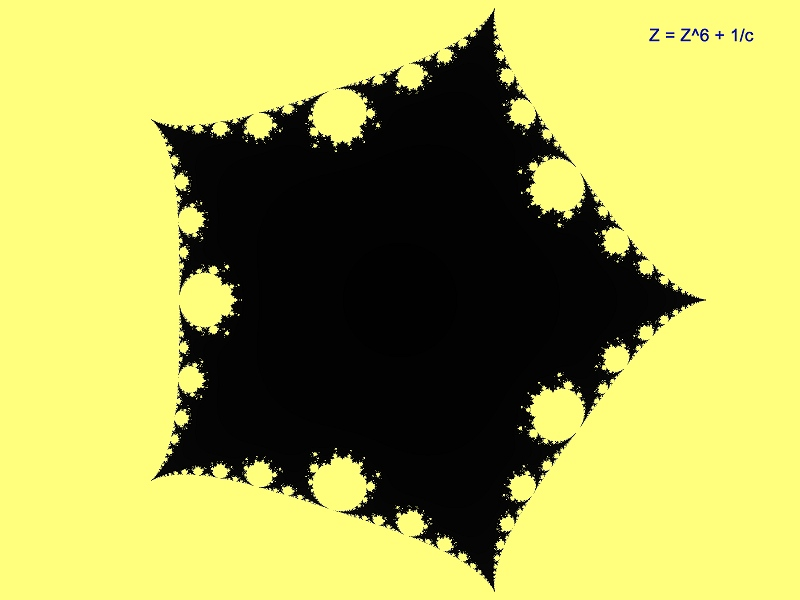
Z=Z6 + 1/C
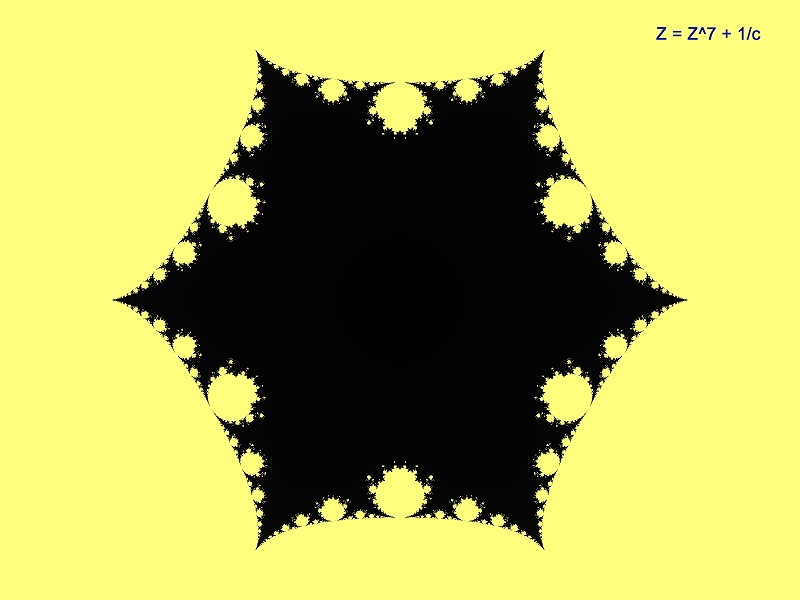
Z=Z7 + 1/C

 Más fractales según el método de Mandelbrot.

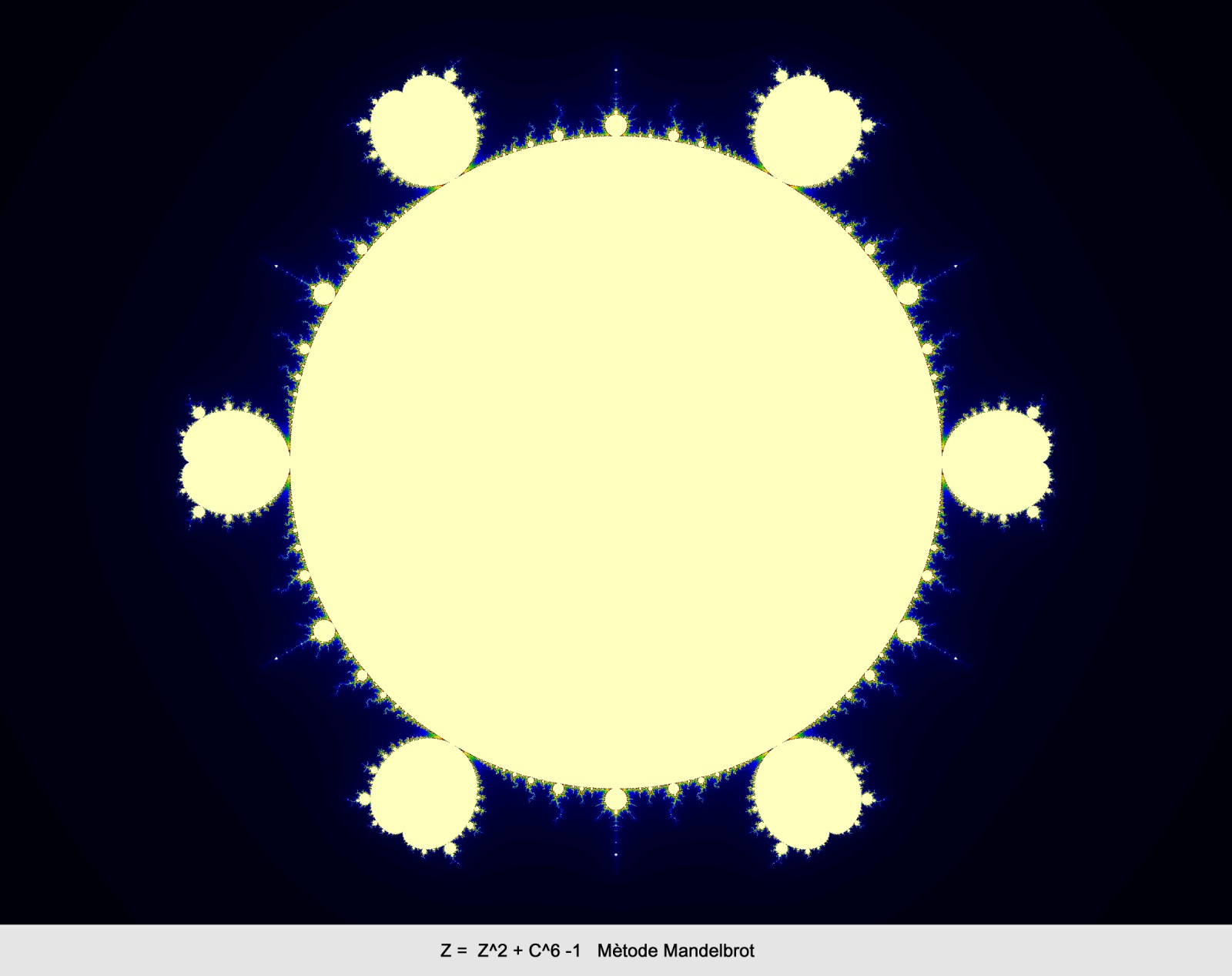
Z = Z2+C6 - 1 Zo = (0,0i)
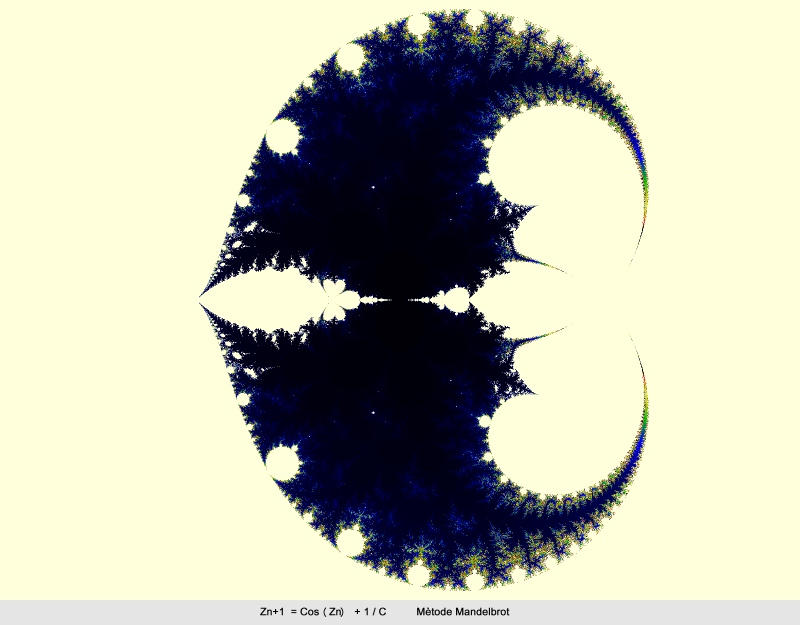
Z = Cos(Z)+ 1/C Zo = (0,0i)
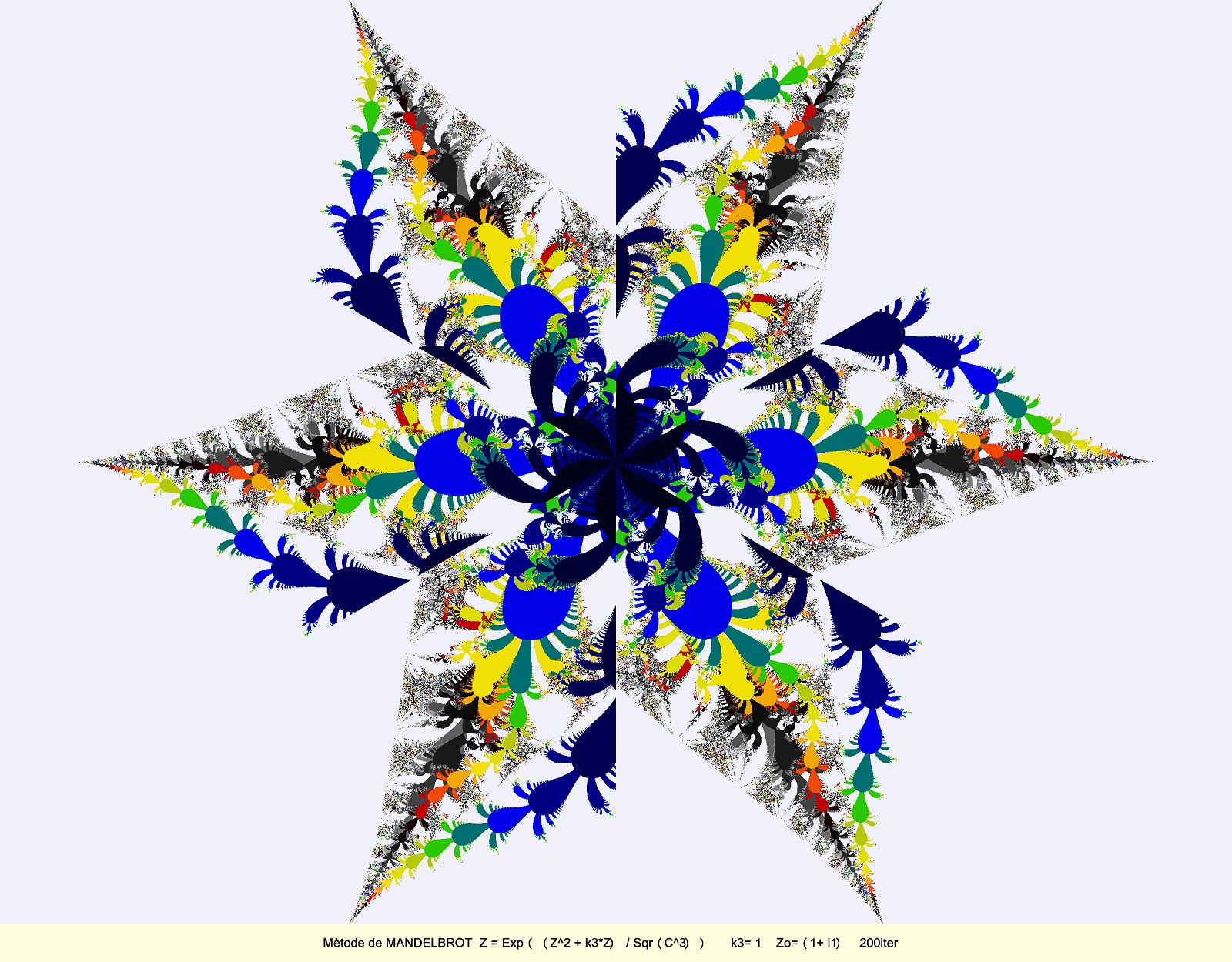
Z = Exp[(Z2+Z)/Sqr(C3)] Zo = (1,1i)
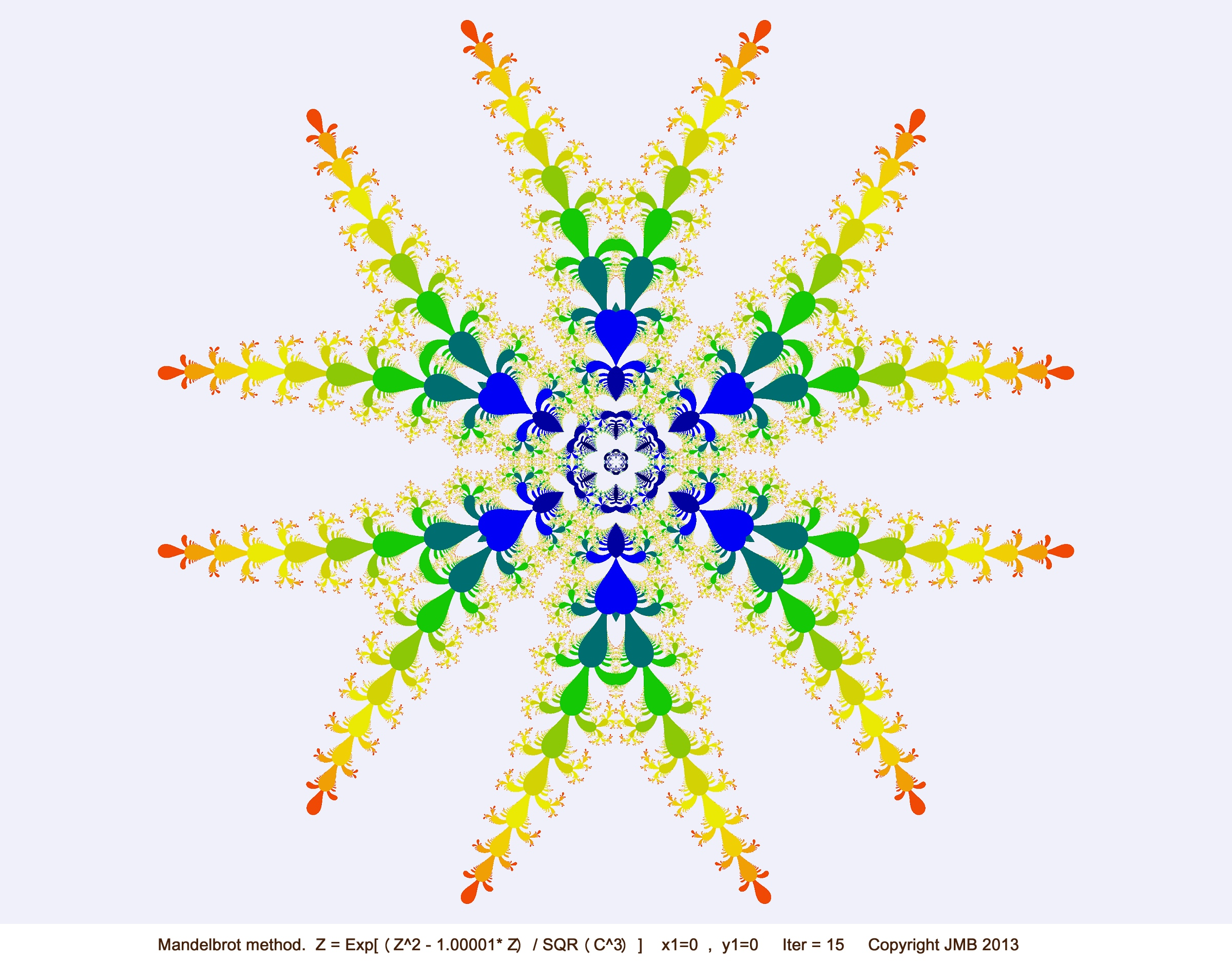
Z = Exp[(Z2-1.00001*Z)/Sqr(C3)] Zo = (0,0i)
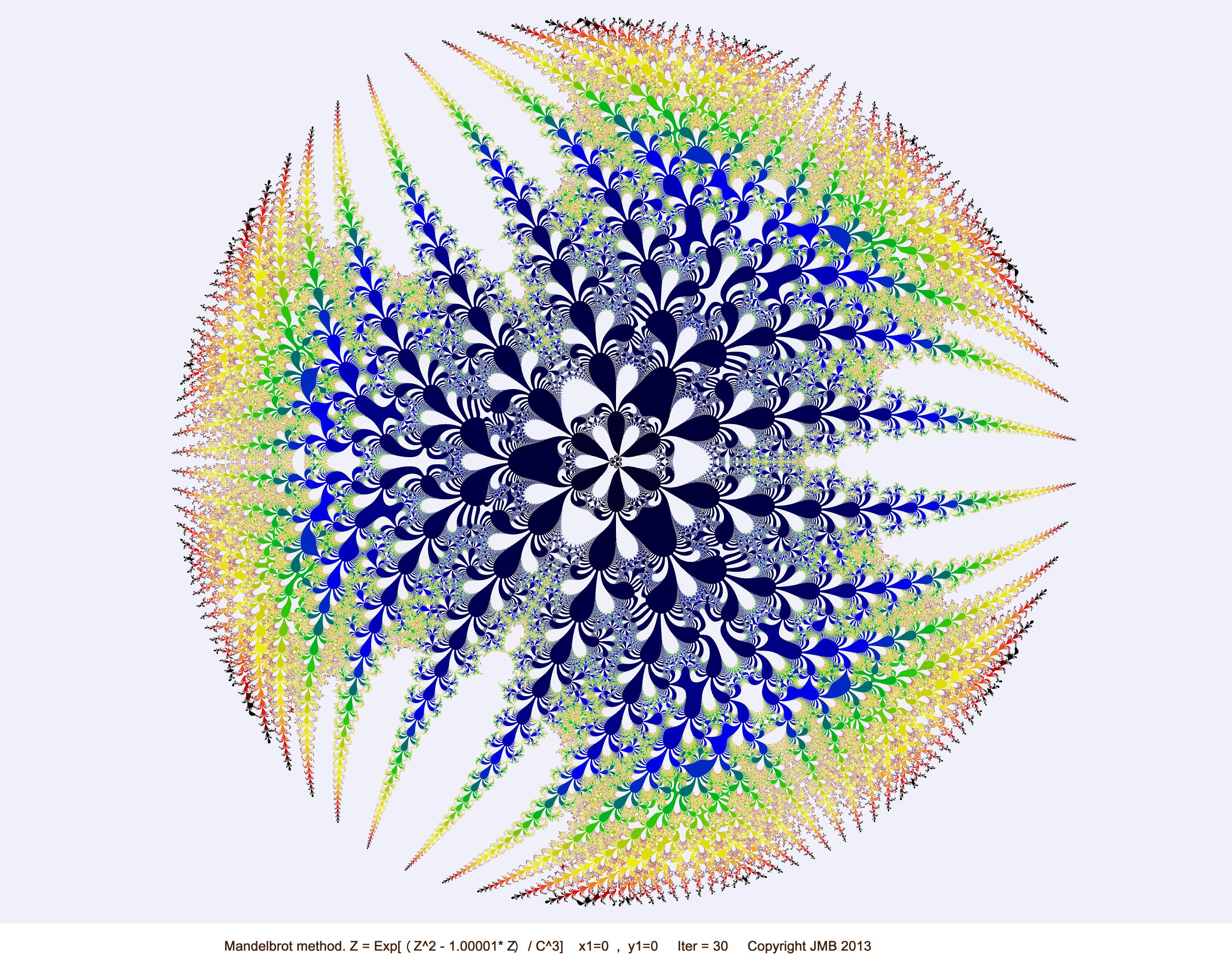
Z = Exp[(Z2- 1.00001*Z)/C3] Zo = (0,0i)
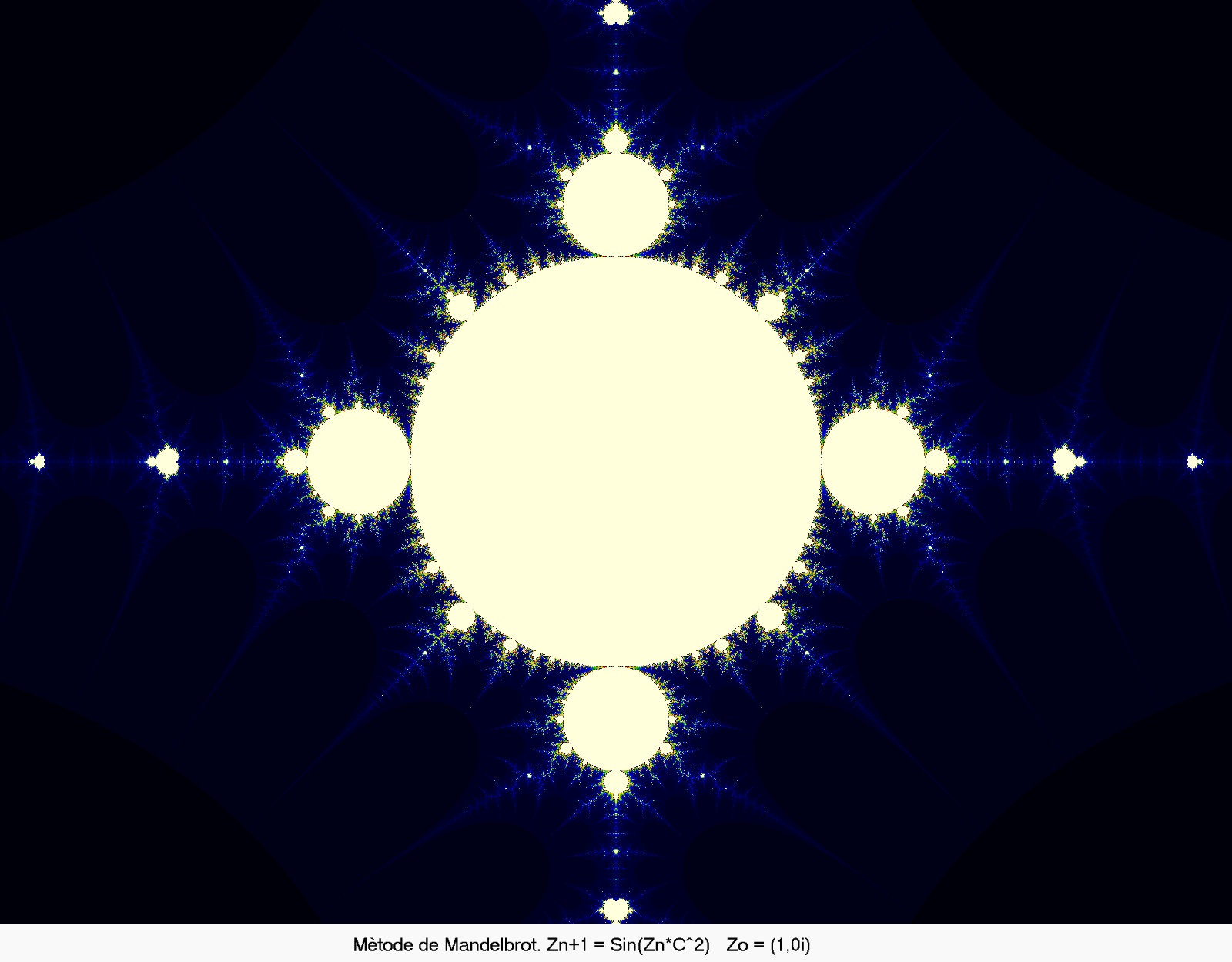
Z = Sin(Z*C2) Zo = (1,0i)
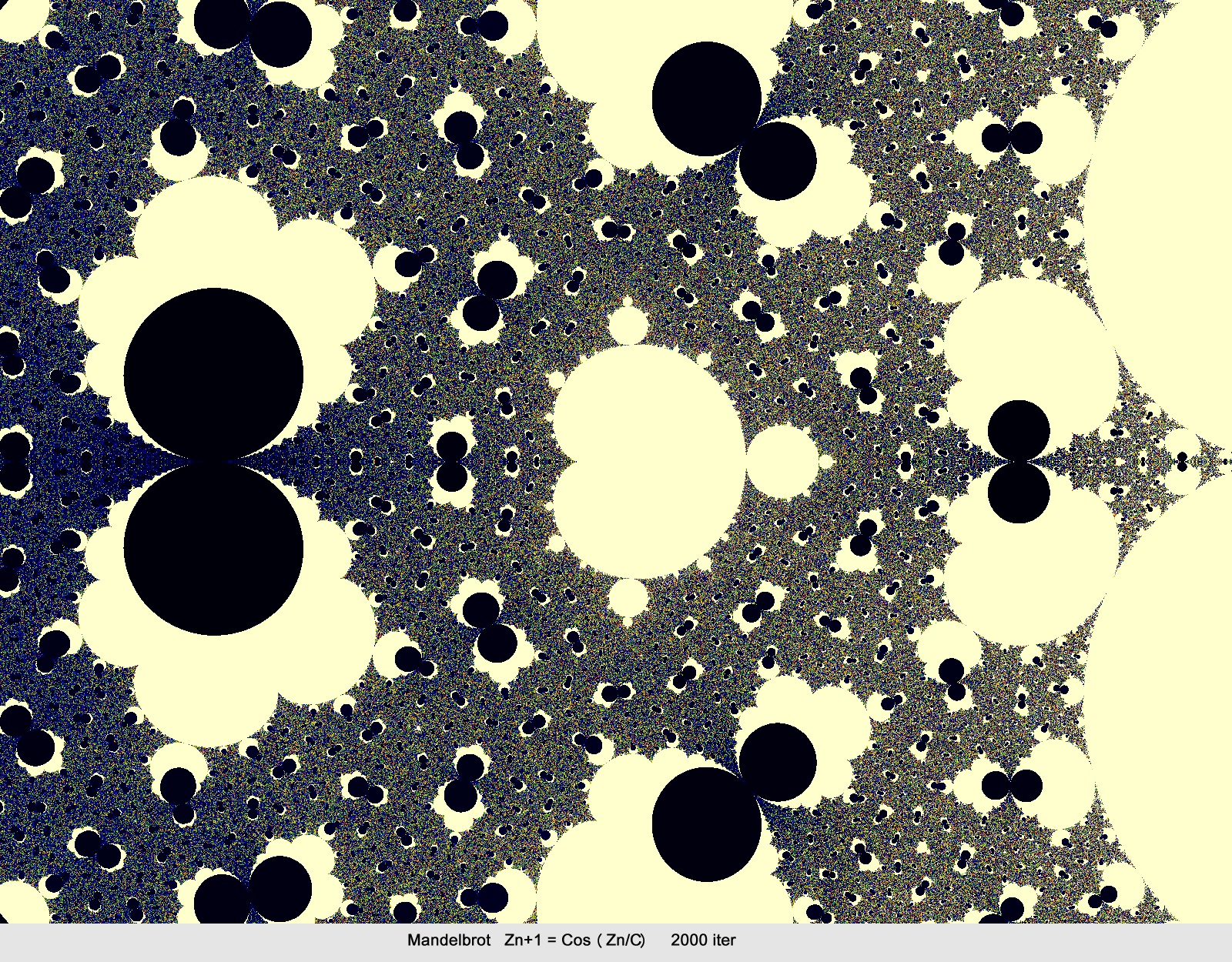
Z = Cos(Z/C) Zo = (0,0i)
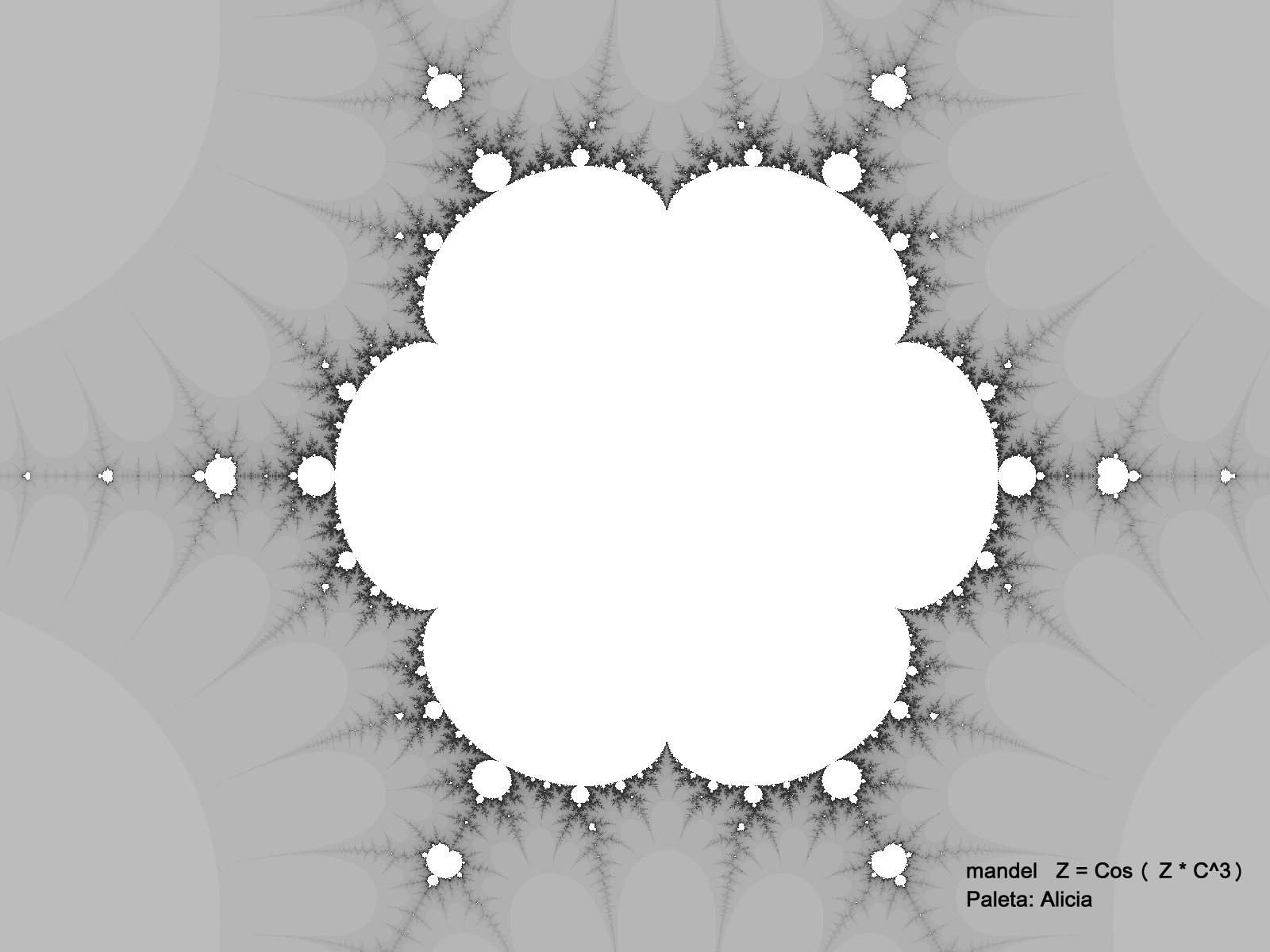
Z = Cos(Z*C^3) Zo = (0,0i)
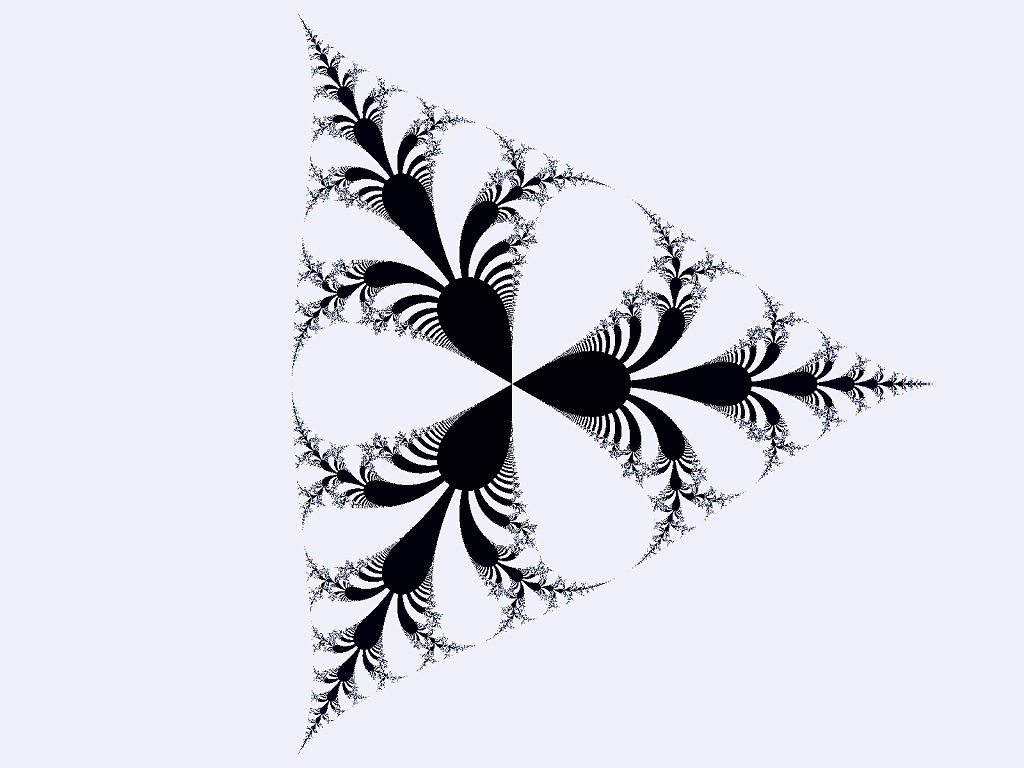
Z = Exp(Z^3/C^3) Zo = (0,0i)
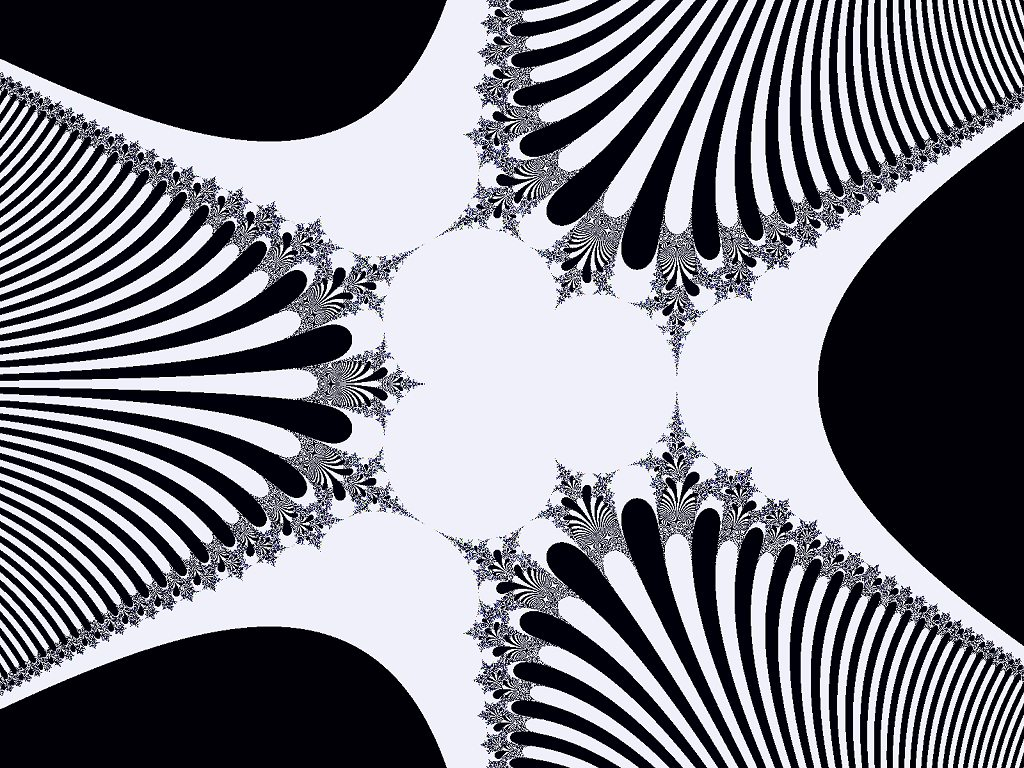
Z = Exp(C^3/Z^3) Zo = (0,0i)
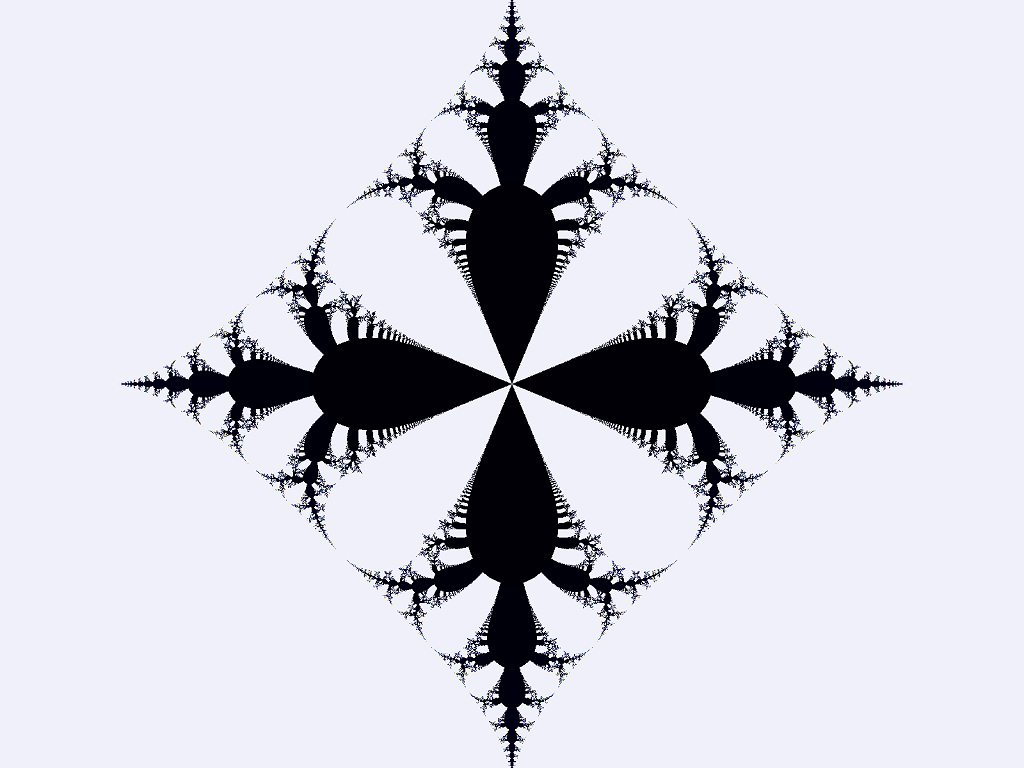
Z = Exp(Z/C^4) Zo = (0,0i)
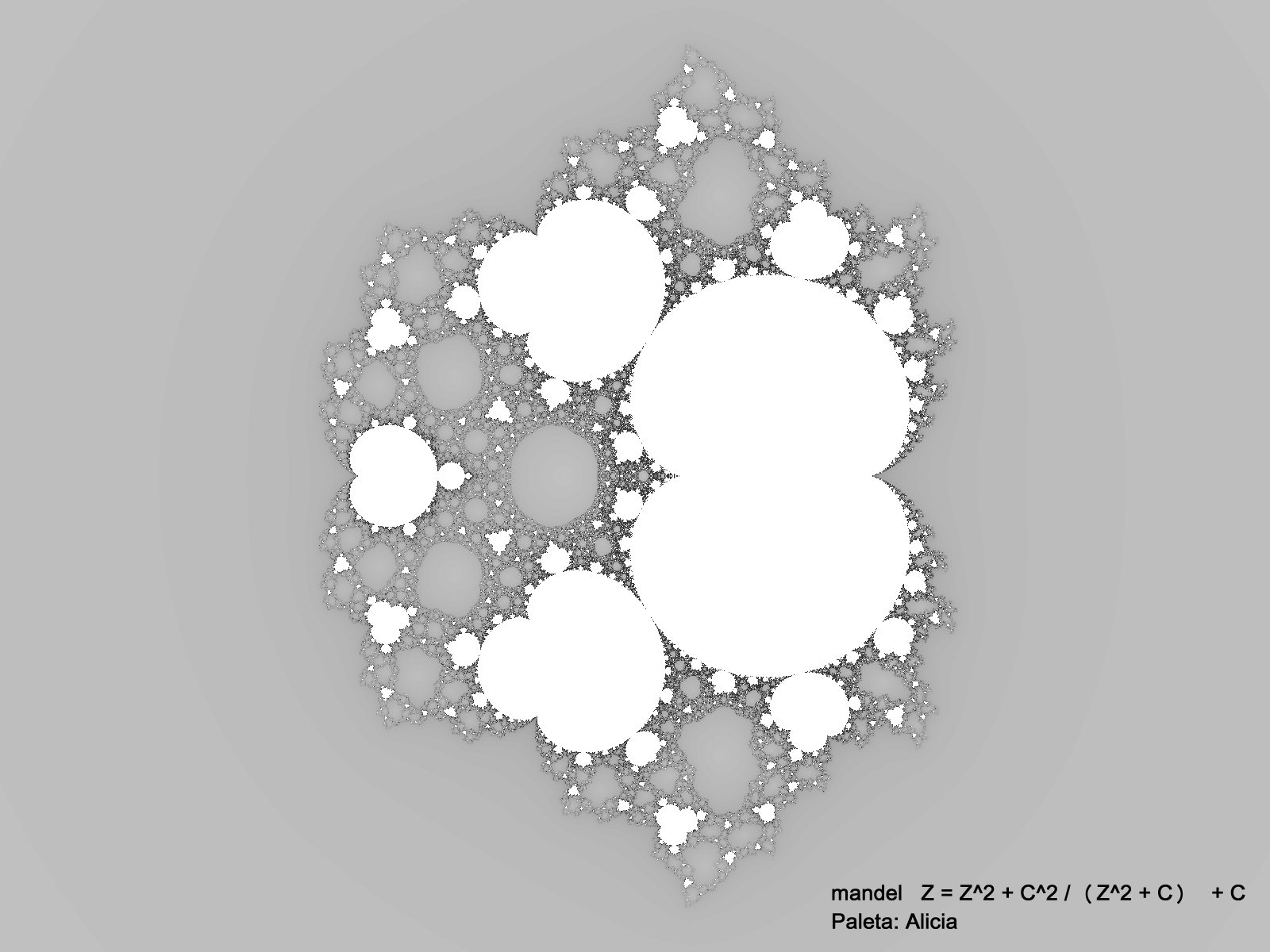
Z=Z2 + C2 / (Z2+C) + C Zo = (0,0i)
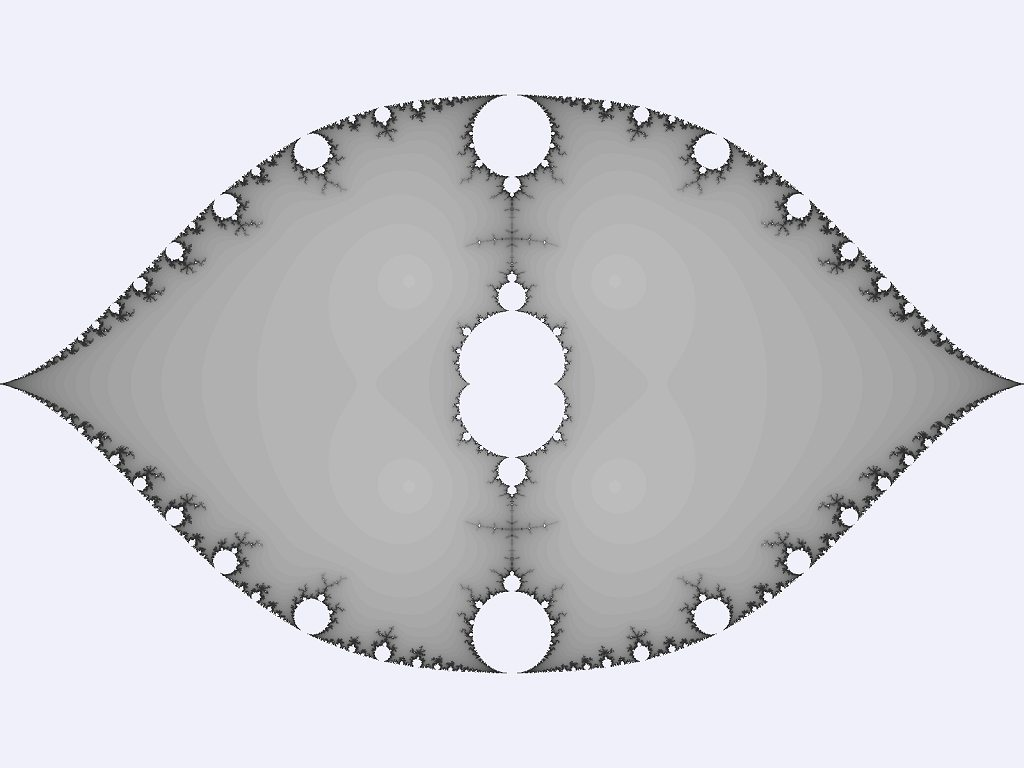
Z=Z2 + C2 / (C4 + 0.1) Zo = (0,0i)
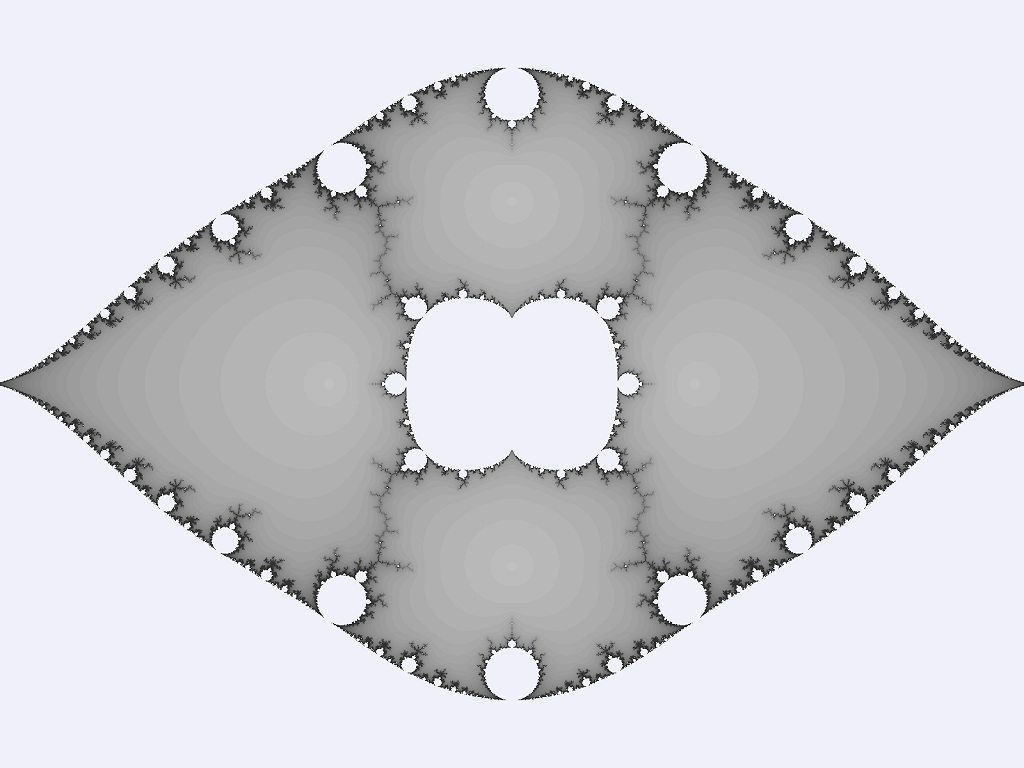
Z=Z2 + C2 / (C4 - 0.25) Zo = (0,0i)
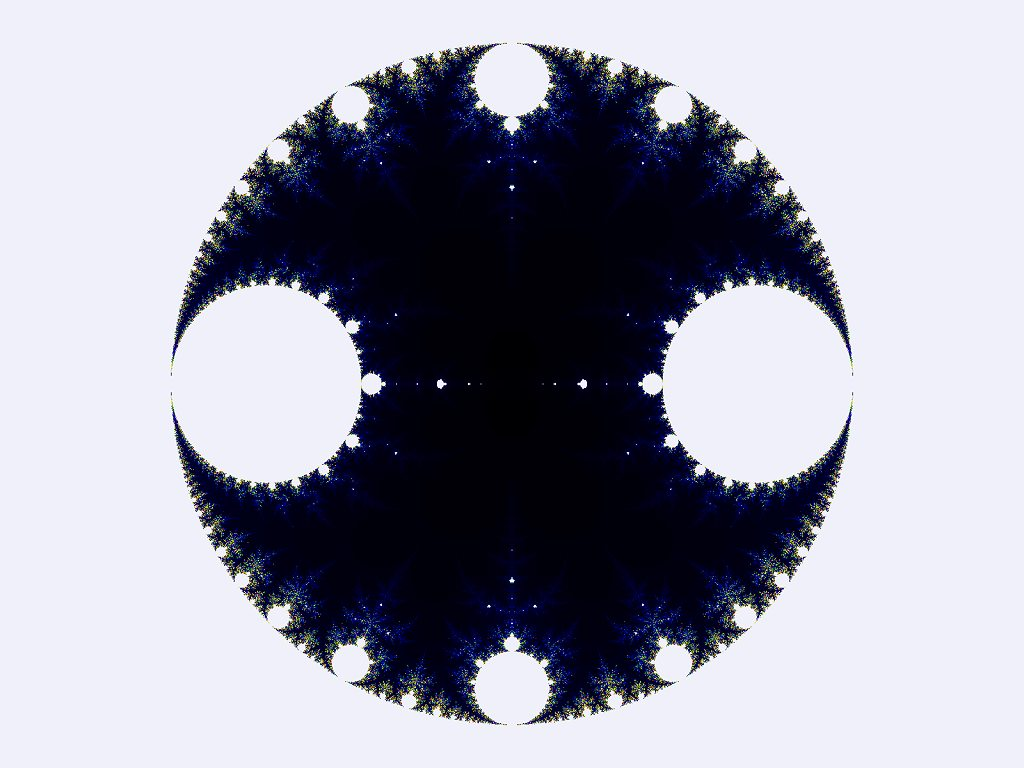
Z = SinH(Z / C ) Zo = (0,1i)
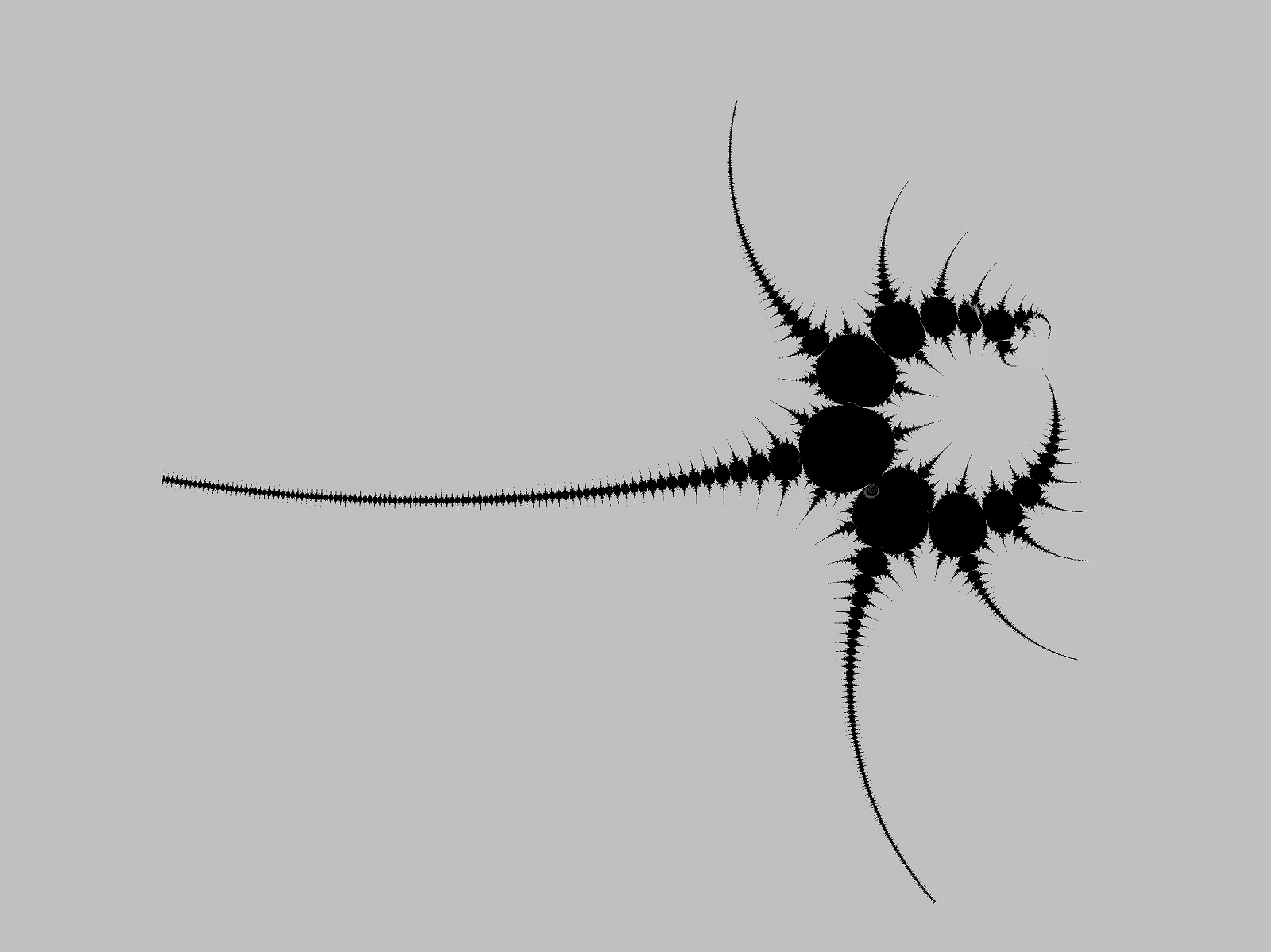
Z = SinH(Z) + 1/C Zo = (0.90, -0.05i)
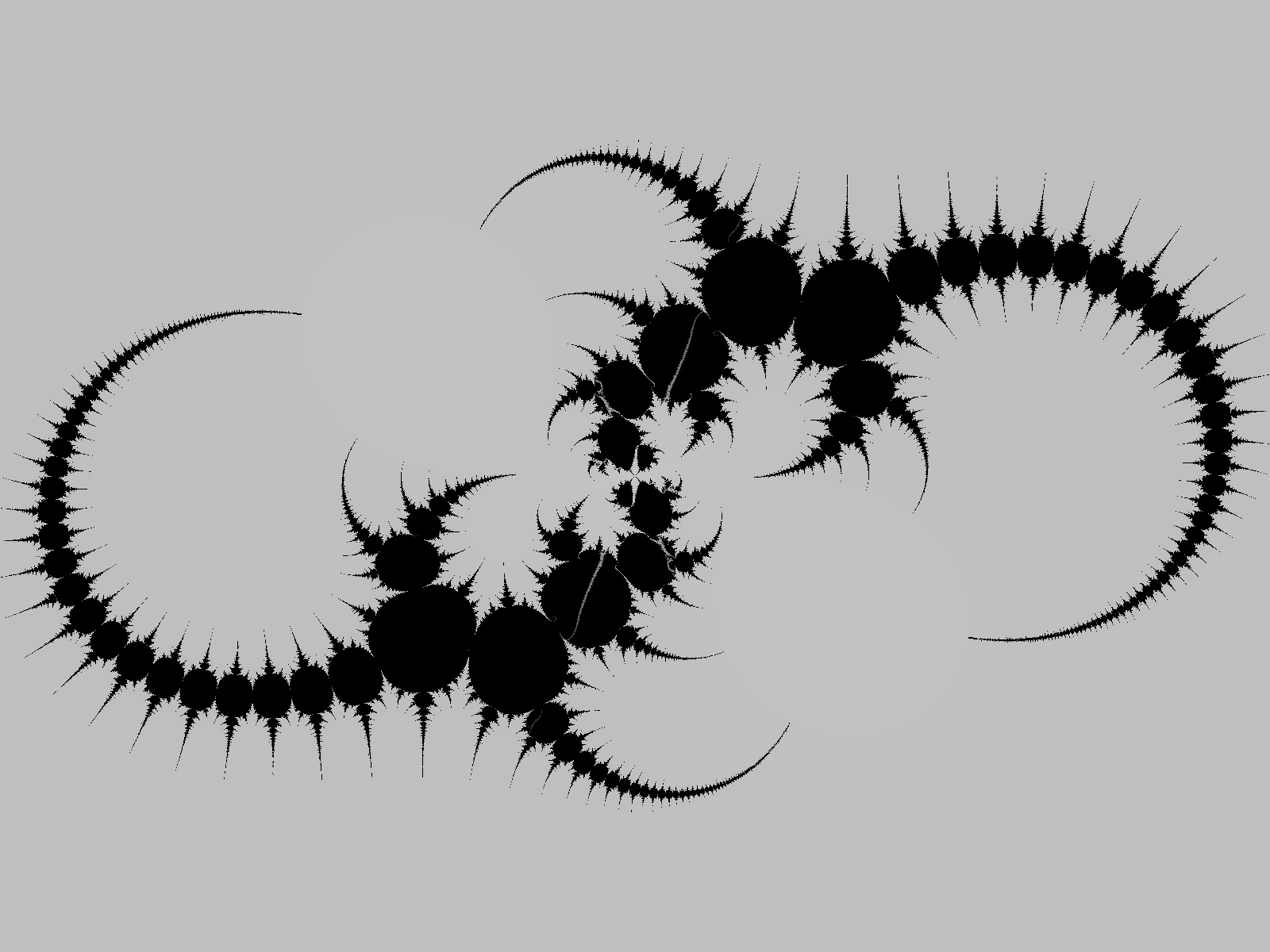
Z = SinH(Z) + 1/C2 Zo = (1, 0.1i)
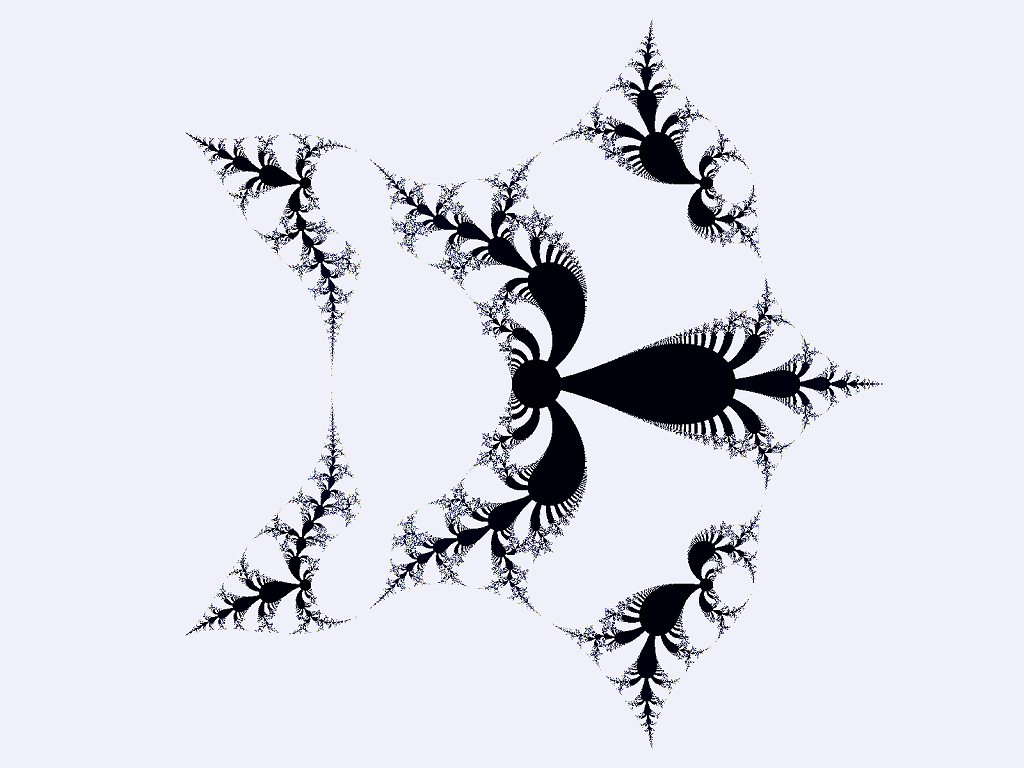
Z = Exp[Z2 / ( C5 + C )] Zo = (0,0i)

### El método de Julia: diferentes fractales iterando potencias de Z
A continuación se muestra una serie de fractales de las diferentes potencias de Z = Zm + C, según el método de Julia, por el matemático francés Gaston Julia.
Todos los puntos del plano complejo Z=(x,iy) son iterados en la función correspondiente. A todas las iteraciones se le añade una constante arbitraria (Cx,iCy) de tal modo que la elección de la constante "semilla" determina de forma unívoca la forma y el color del fractal, una vez ha sido definido el patrón cromático. En los ejemplos mostrados a continuación se ha elegido una constante tal que solo produce divergencia, y se ha coloreado con el algoritmo de la velocidad de escape.
Ejemplos de fractales del tipo Julia Z = Zm + C

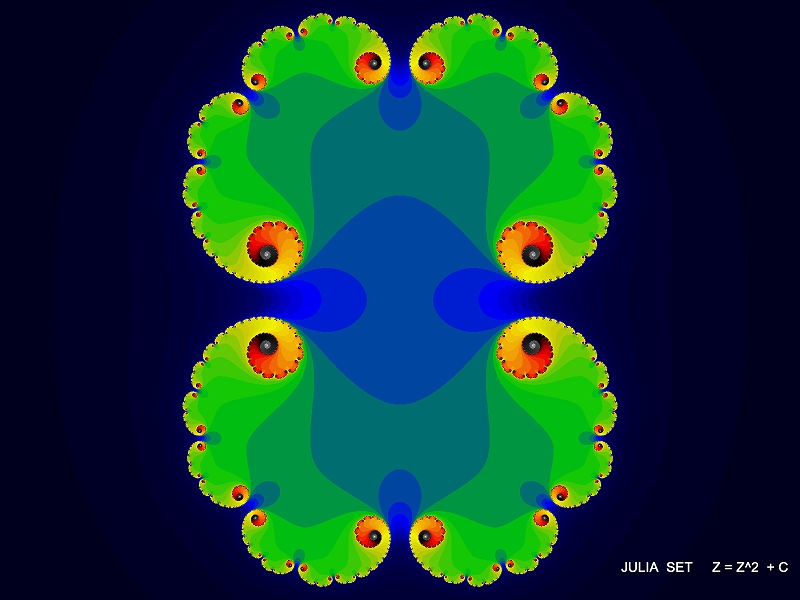
Z = Z2 + C Cx=0.279 Cy=0.000
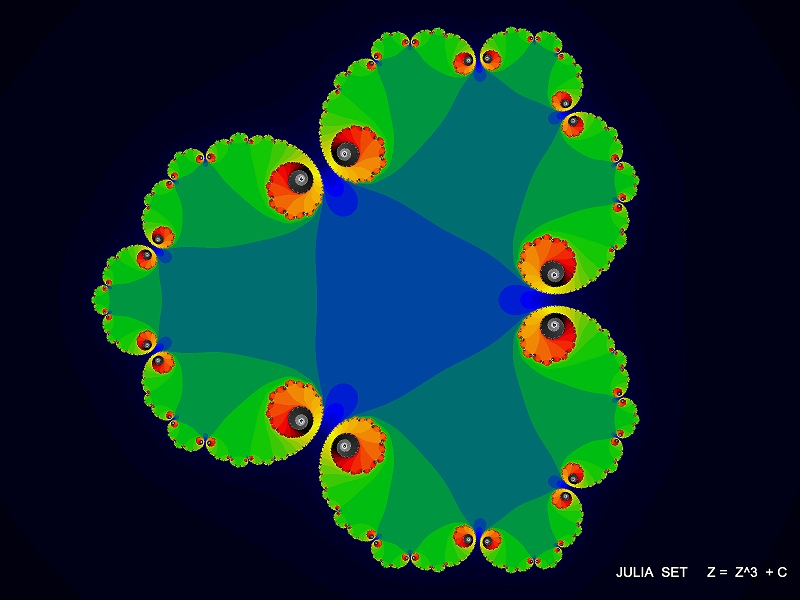
Z = Z3 + C Cx=0.400 Cy=0.000
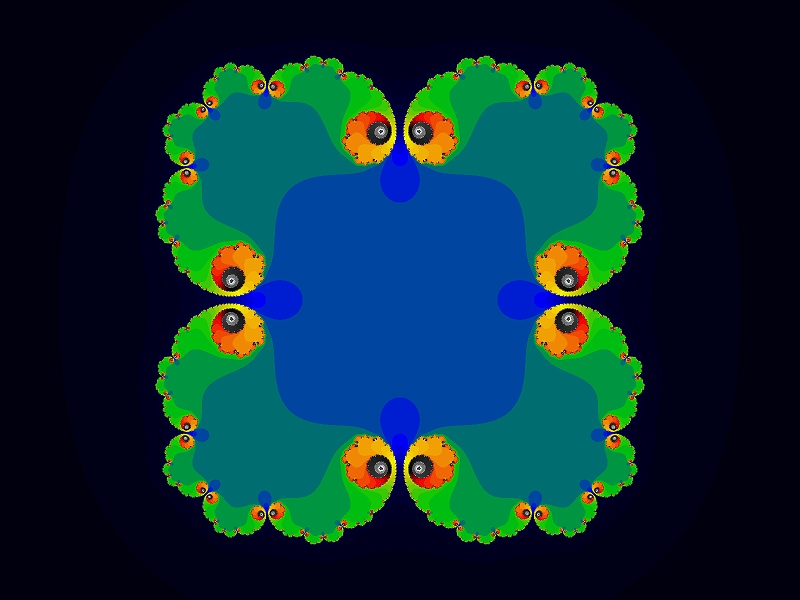
Z = Z4 + C Cx=0.484 Cy=0.000
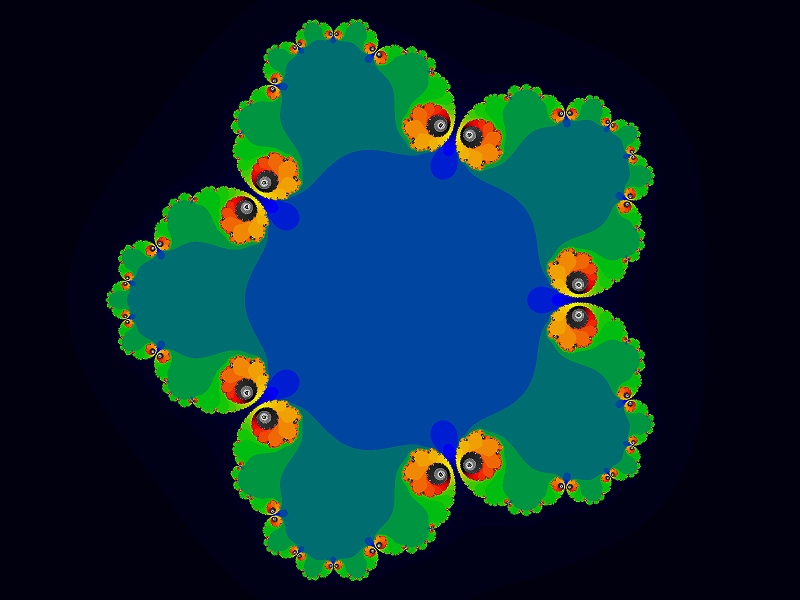
Z = Z5 + C Cx=0.544 Cy=0.000
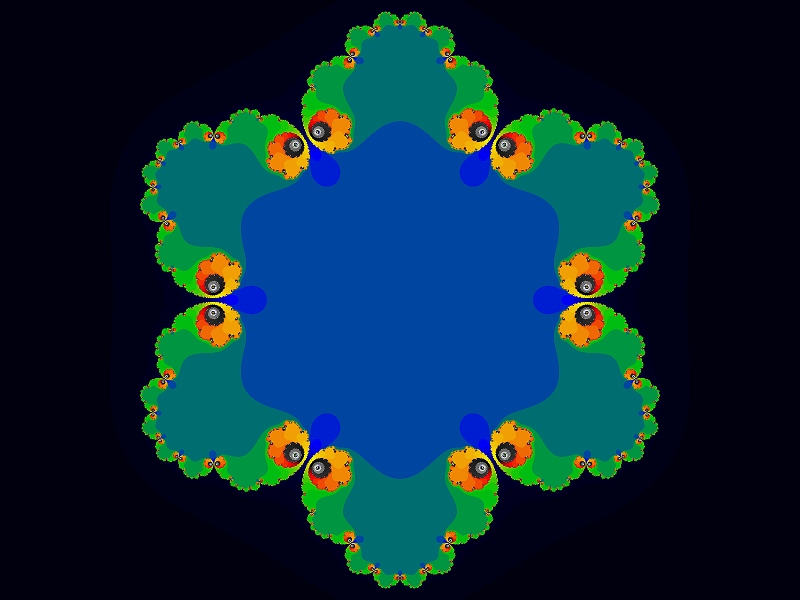
Z = Z6 + C Cx=0.590 Cy=0.000
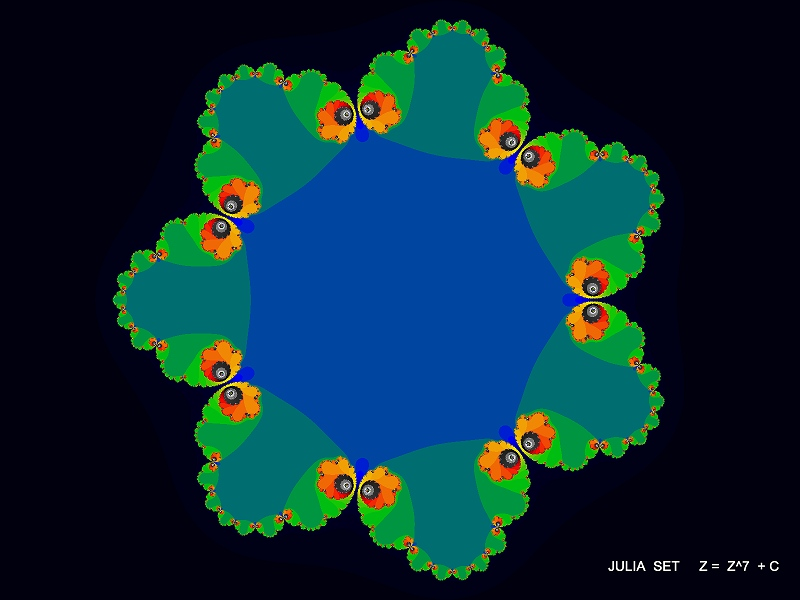
Z = Z7 + C Cx=0.626 Cy=0.000

Ejemplos de fractales de tipo Julia, de la función exponencial: Z = Zm + C

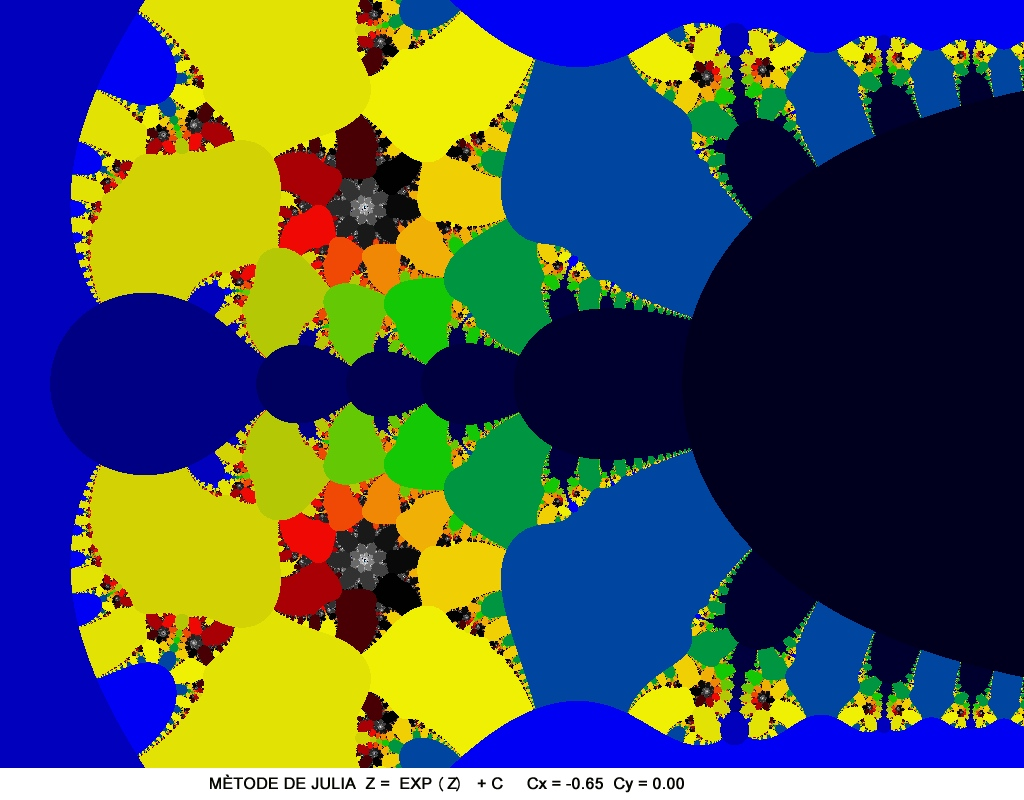
Z = Exp(Z) + C Cx= -0.65 Cy=0.00
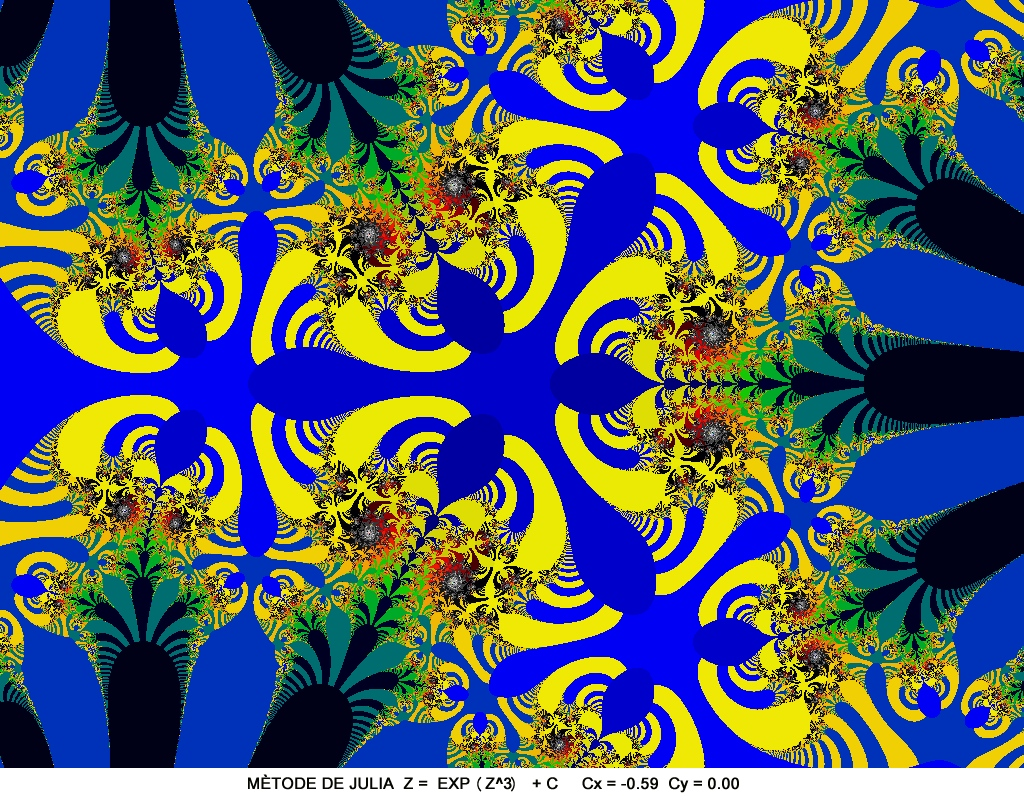
Z = Exp(Z3) + C Cx= -0.59 Cy=0.00
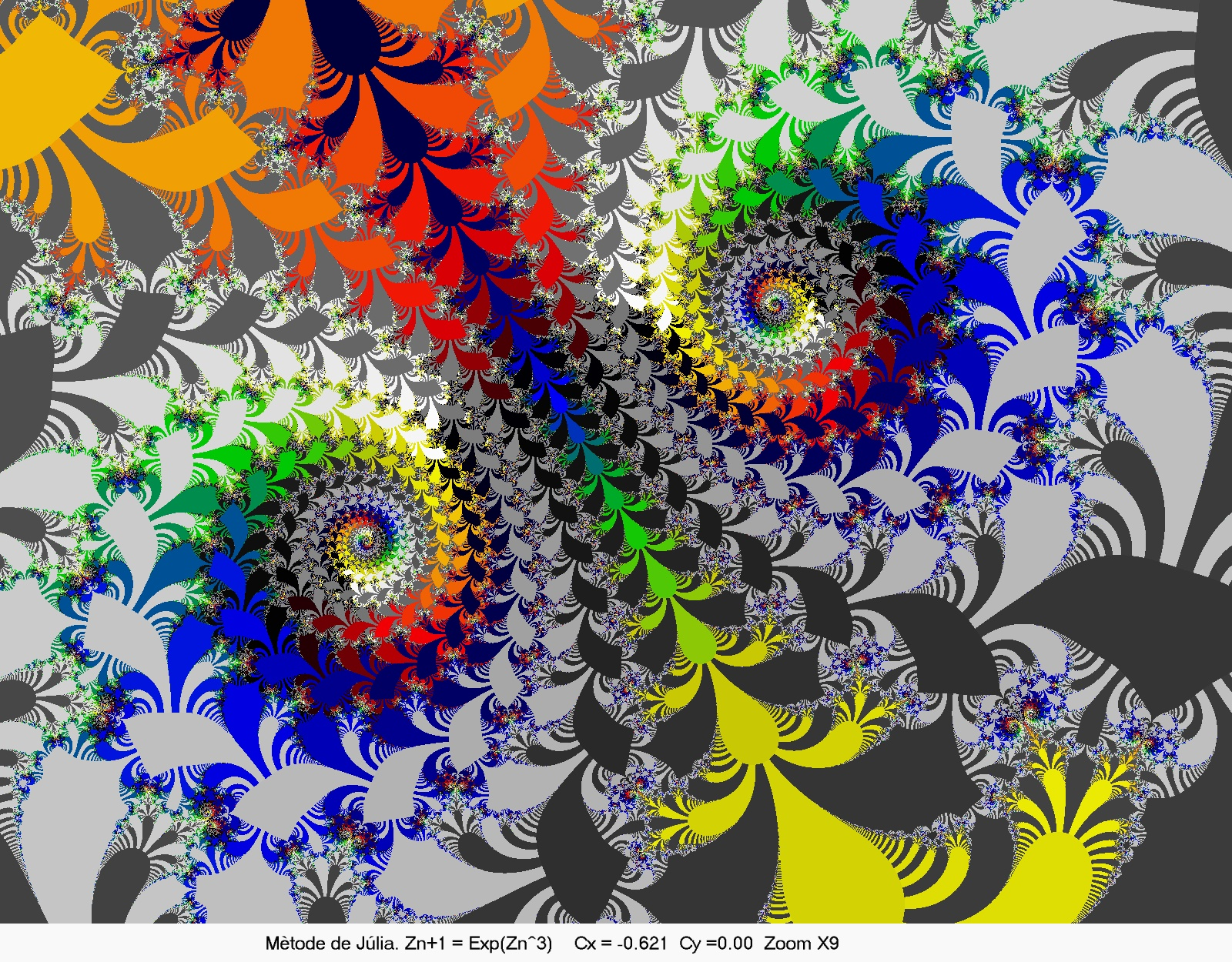
Z = Exp(Z3) + C Cx= -0.621 Cy=0.00 Zoom x9
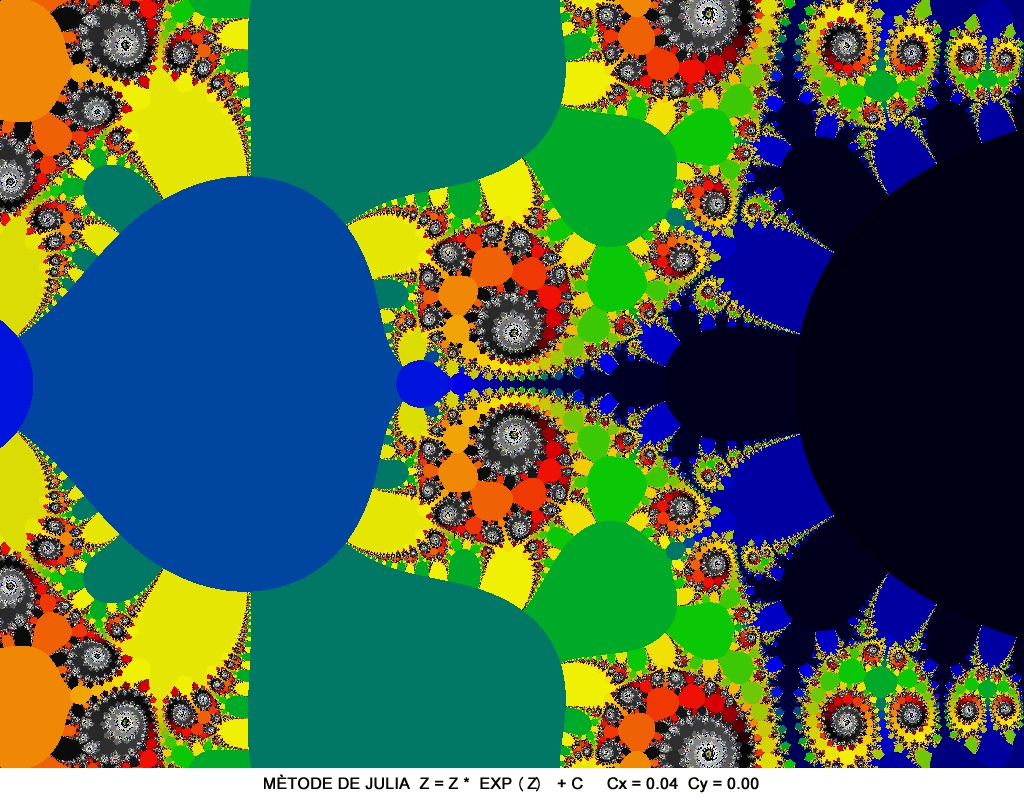
Z = Z * Exp(Z) + C Cx= 0.04 Cy=0.00
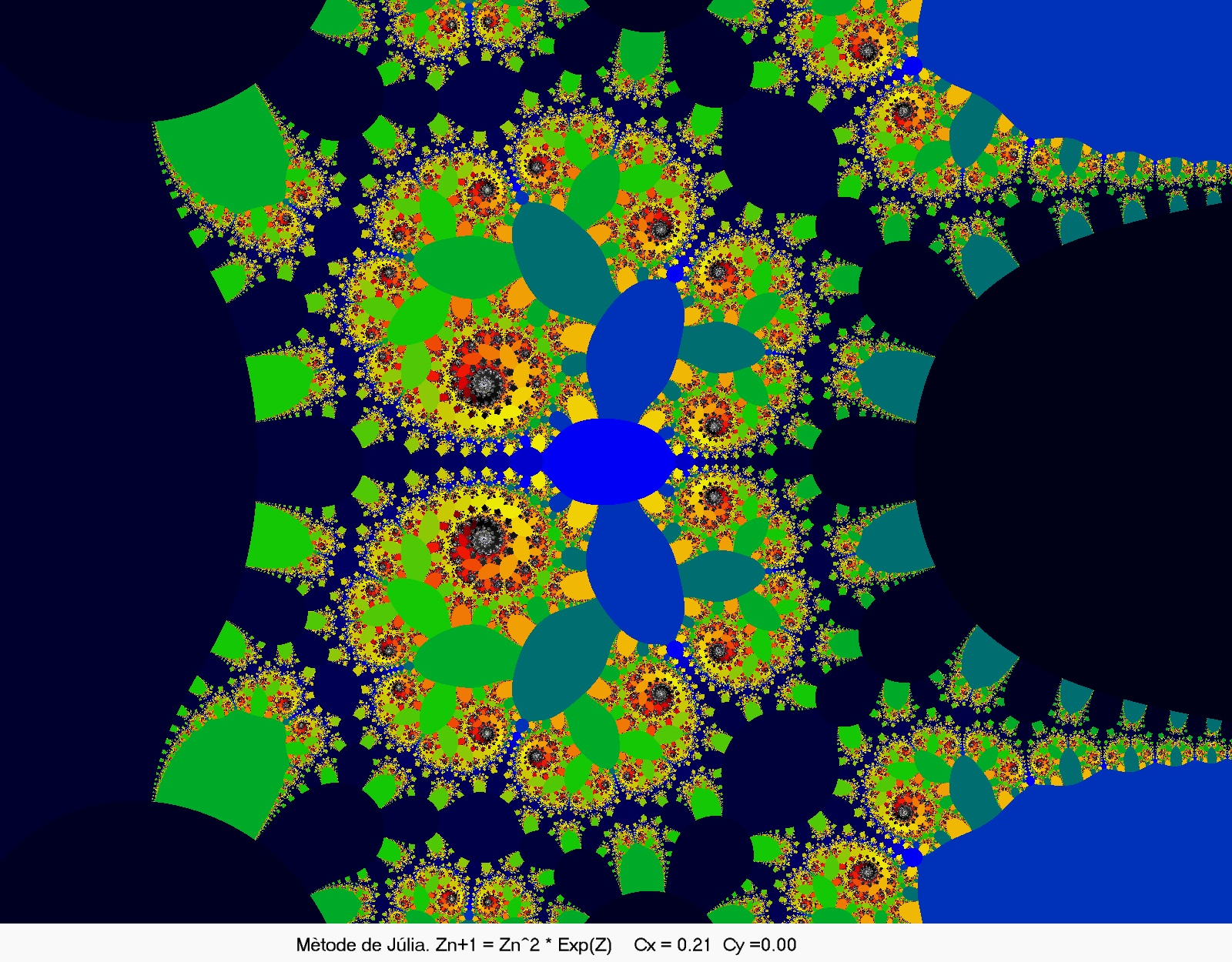
Z = Z2 * Exp(Z) + C Cx= 0.21 Cy=0.00
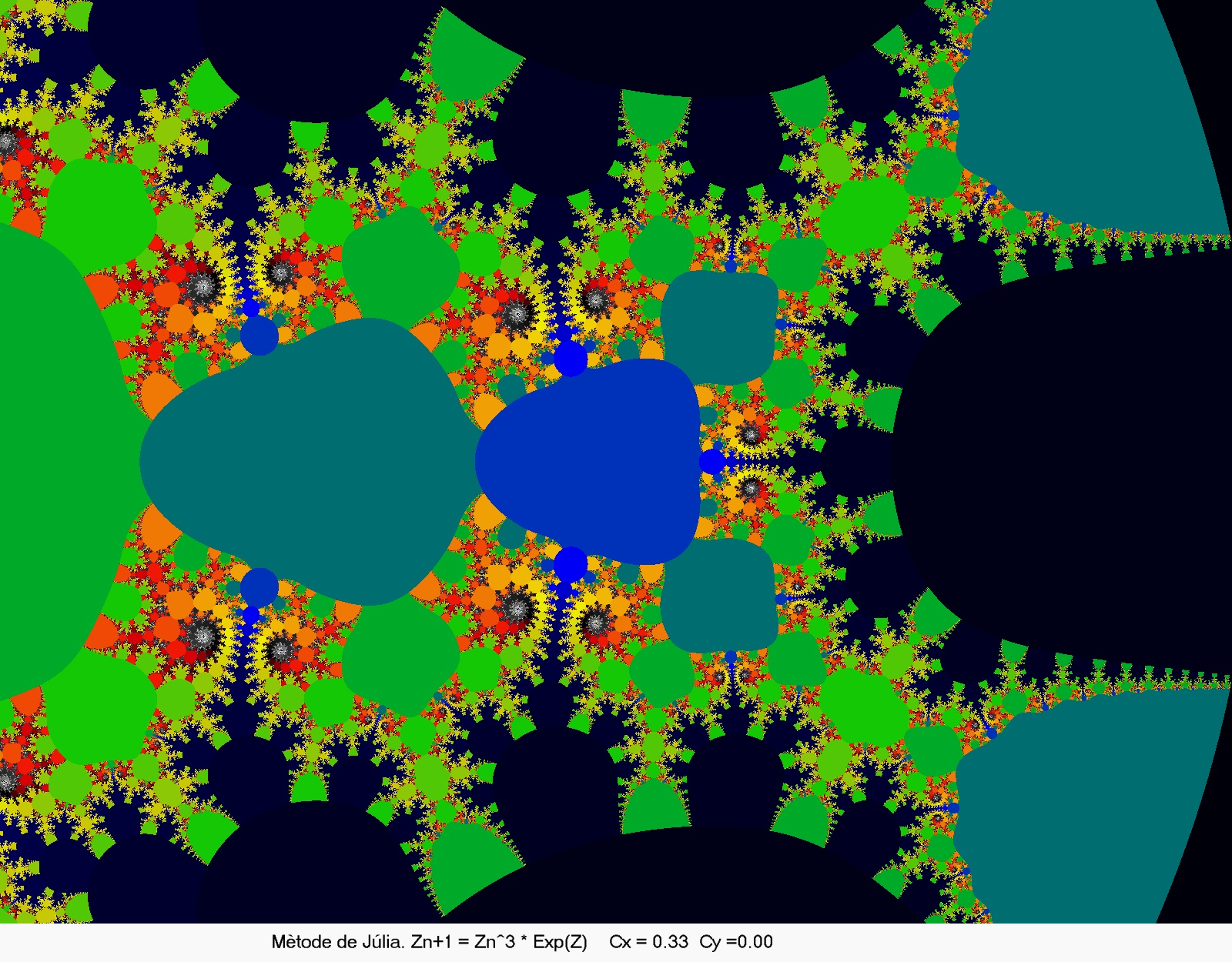
Z = Z3 * Exp(Z) + C Cx= 0.33 Cy=0.00
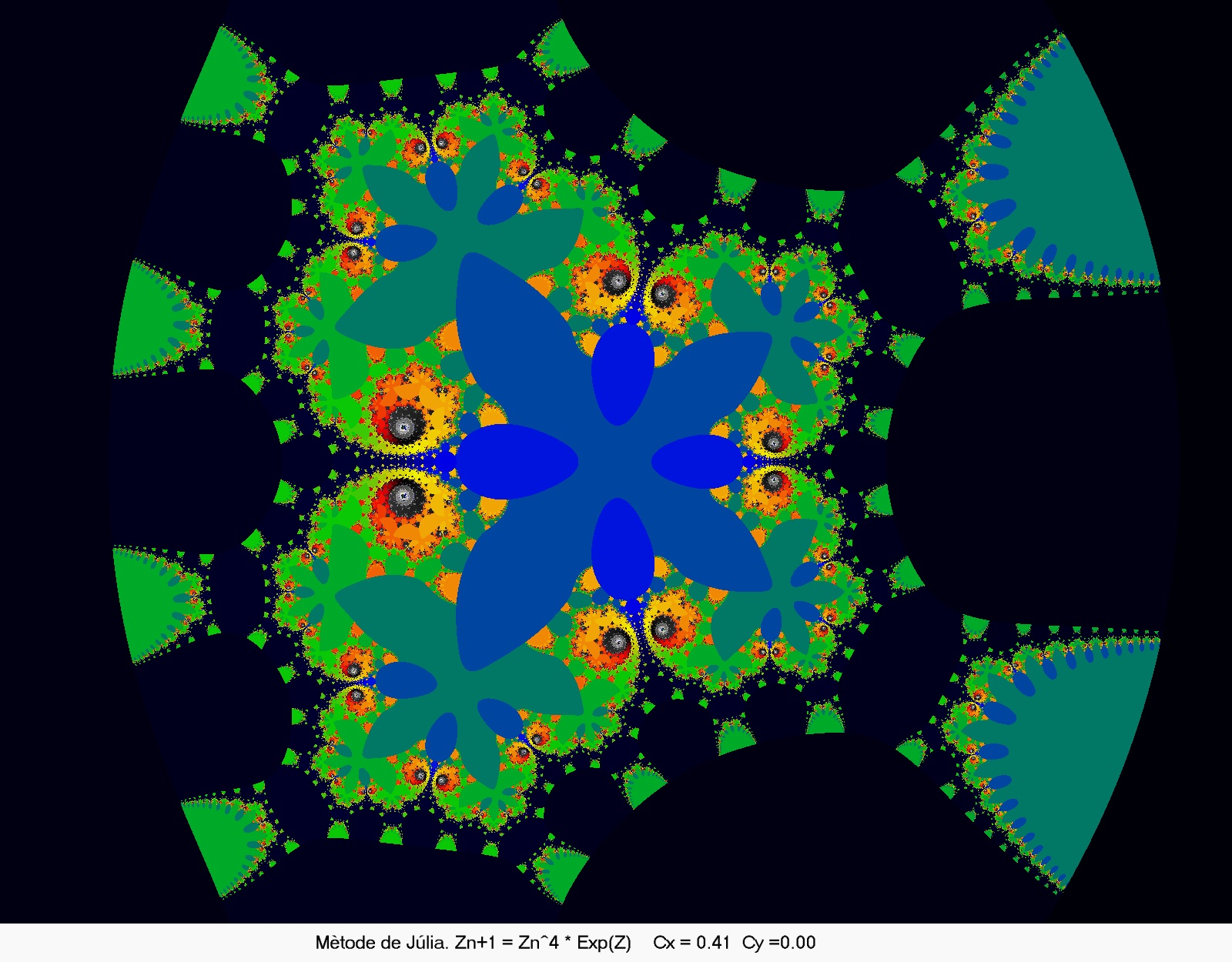
Z = Z4 * Exp(Z) + C Cx= 0.41 Cy=0.00

Ejemplos de fractales del tipo Julia de funciones complejas.

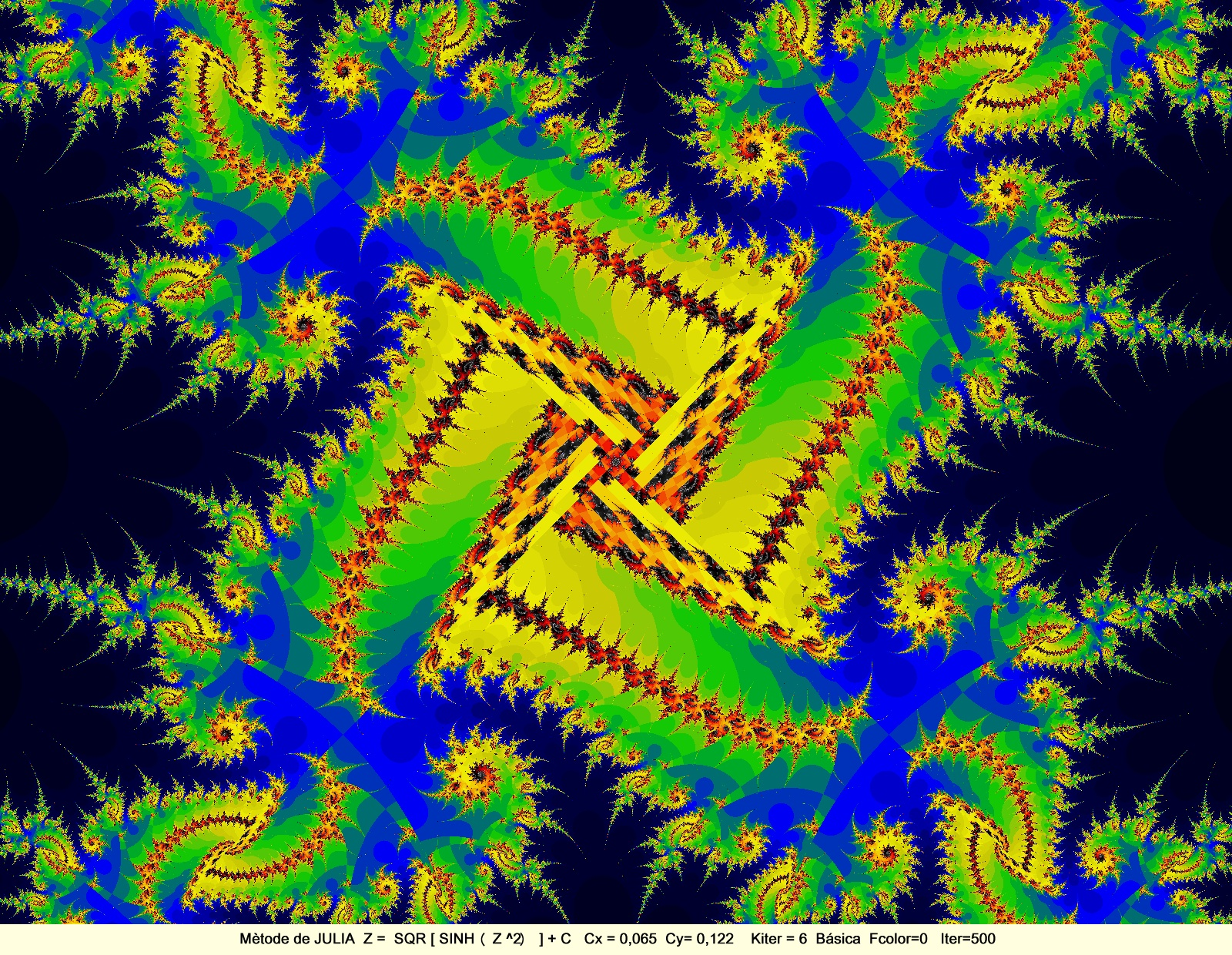
Z = Sqr[SinH(Z2)] + C Cx= 0.065 Cy=0.122
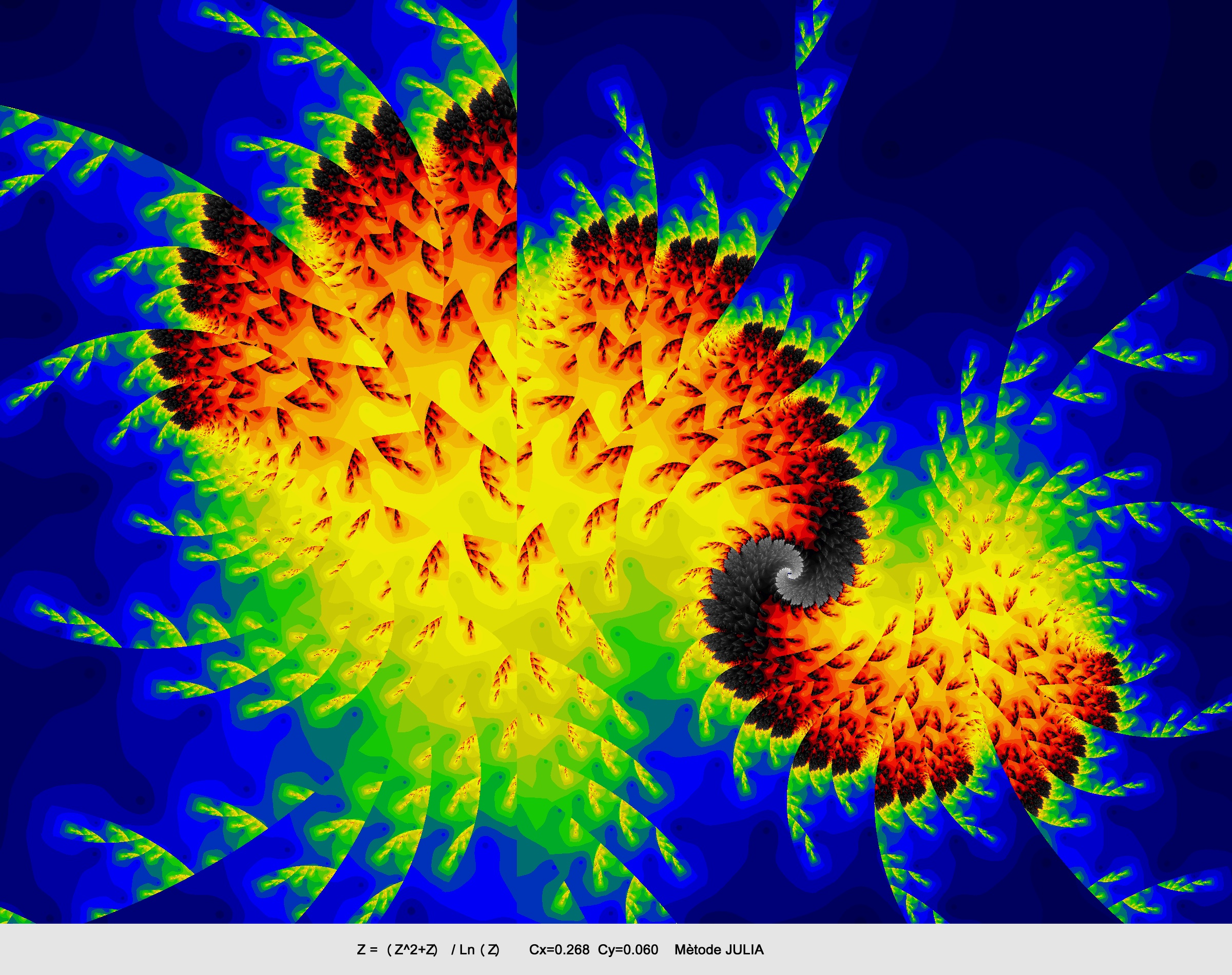
Z = [(Z2+Z) / LN(Z)] + C Cx= 0.268 Cy=0.060
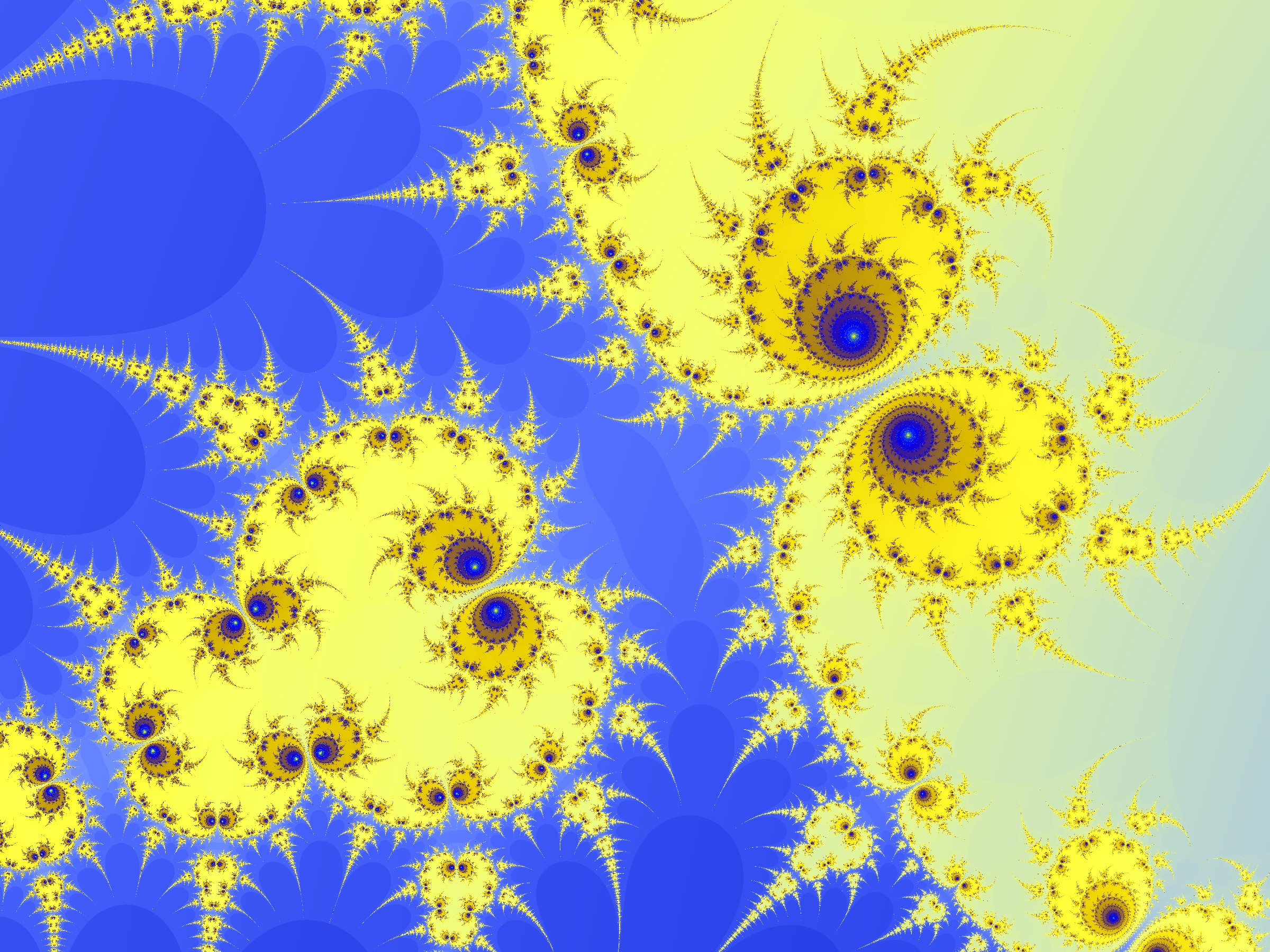
f(z) = Cosh(Z) +(-0.45,0.00i)
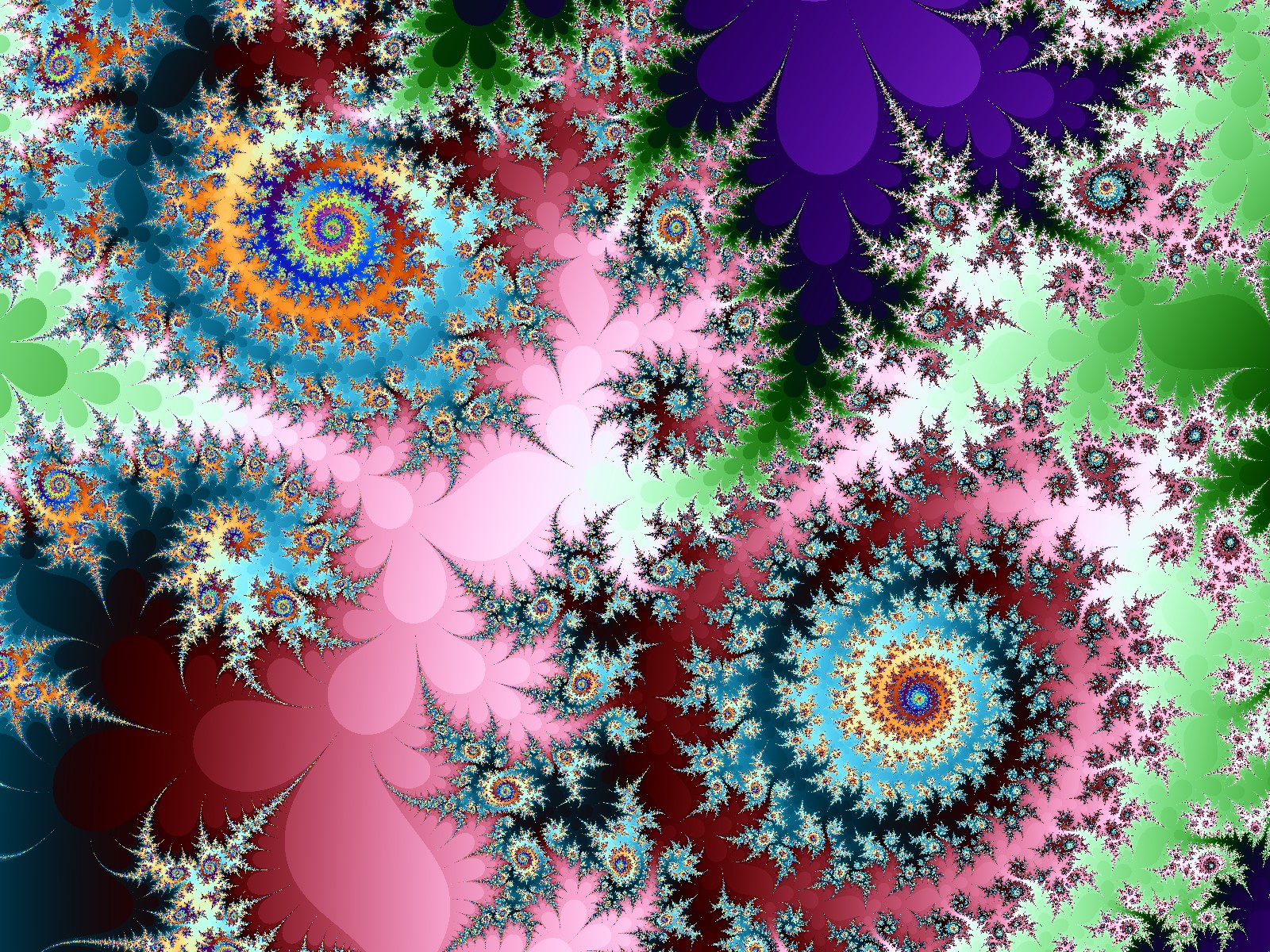
f(z) = Sin(Z) +(4.0,0.88i)

### El método de Newton
El método de Newton intenta encontrar por iteración las raíces de la función F(Z)-1 = 0.
Se itera la función F(Z) con cada punto del plano complejo (x + iy), siendo Z = (x1 + iy1) hasta la convergencia de x1 i y1, según la siguiente fórmula: Zn+1 = Zn - F(Zn) / F’(Zn), en donde F’(Z) es la derivada. Se ha coloreado con el algoritmo de la velocidad de convergencia, conceptualmente idéntico al de la velocidad de escape, y presenta similitudes con el método de Julia.
Ejemplos de fractales de tipo Newton, de algunas funciones de variable compleja:

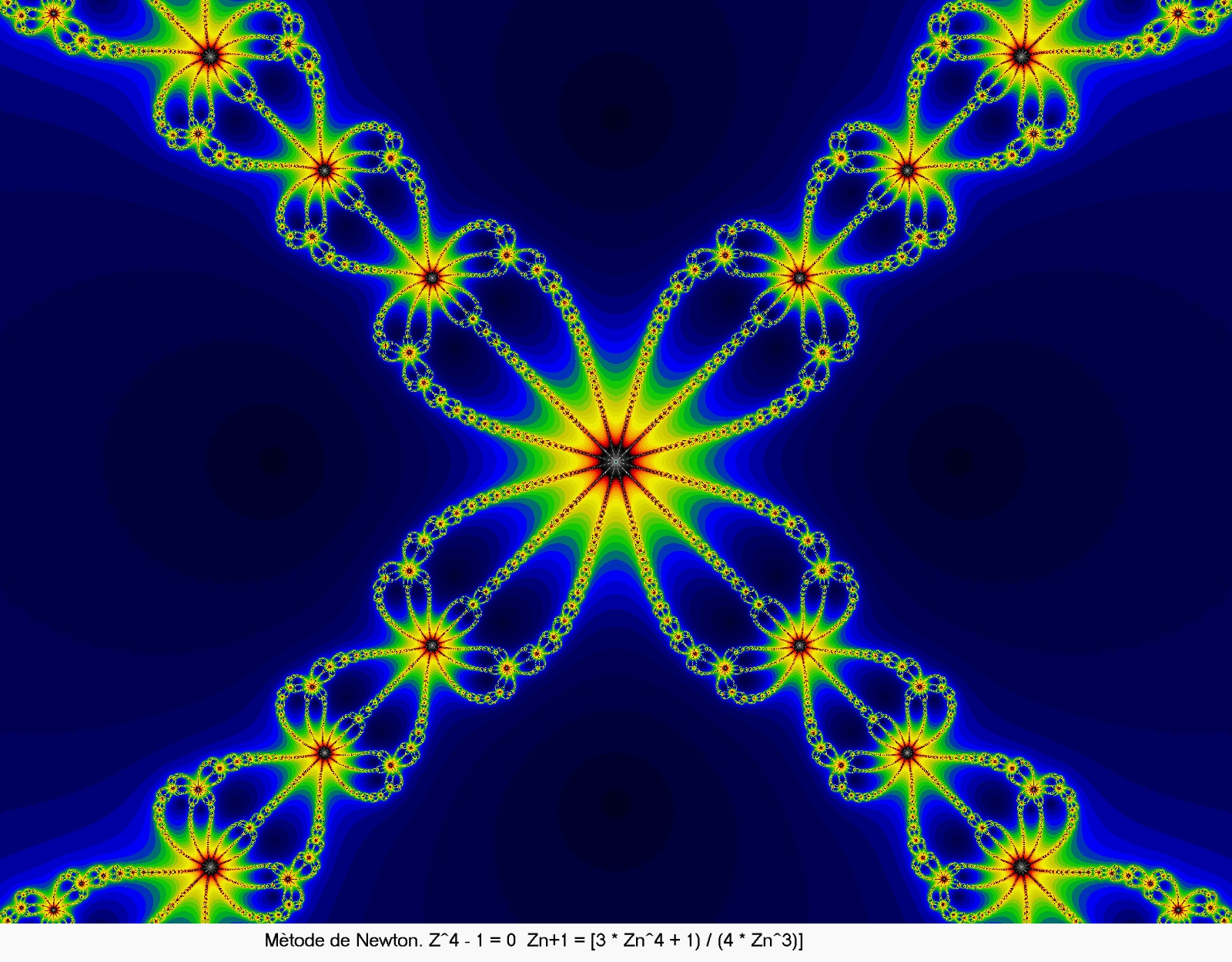
Z4-1 = 0 Zn+1 = [(3 * Zn4 + 1) / (4 * Zn3)]
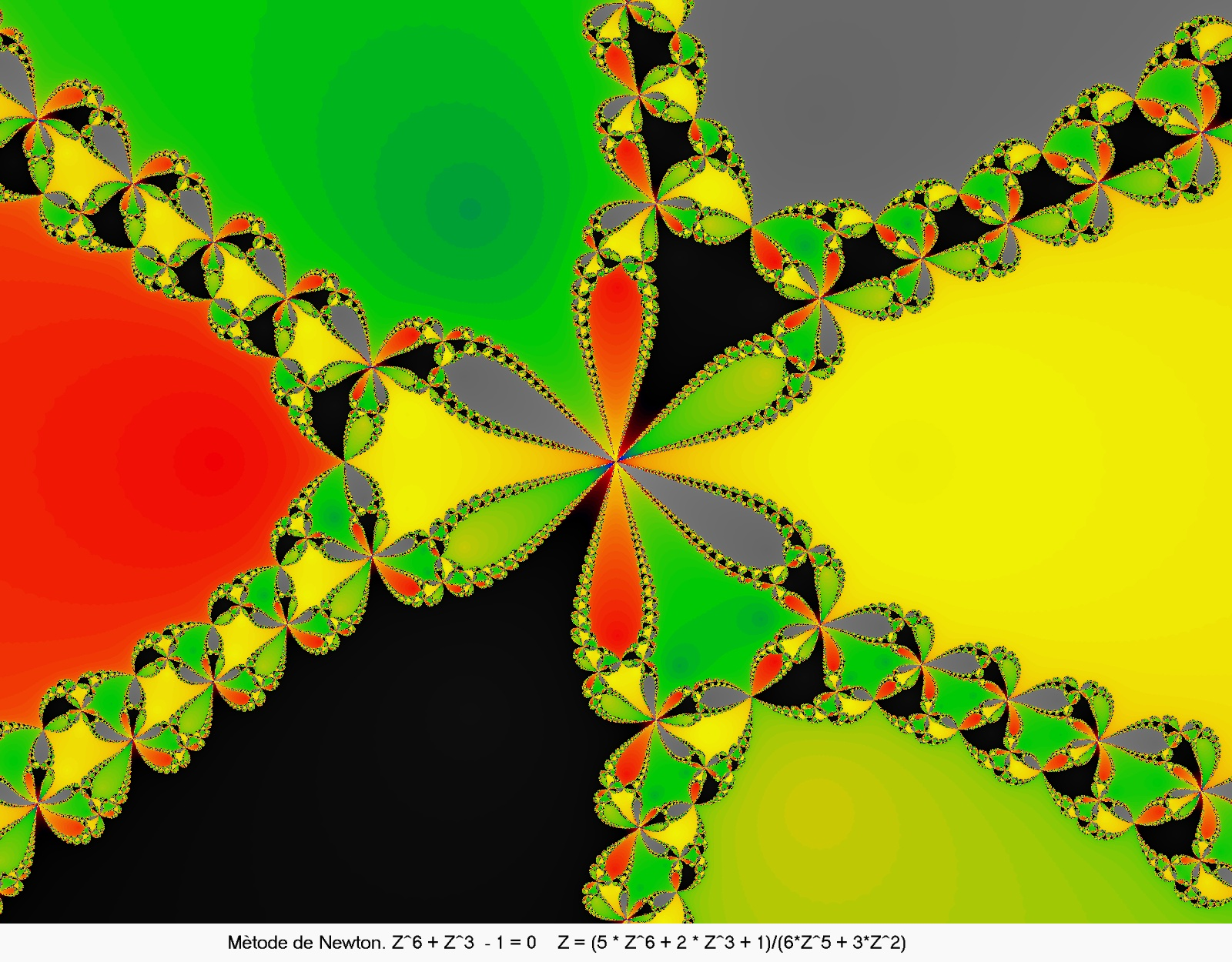
Z6 + Z3 - 1 = 0
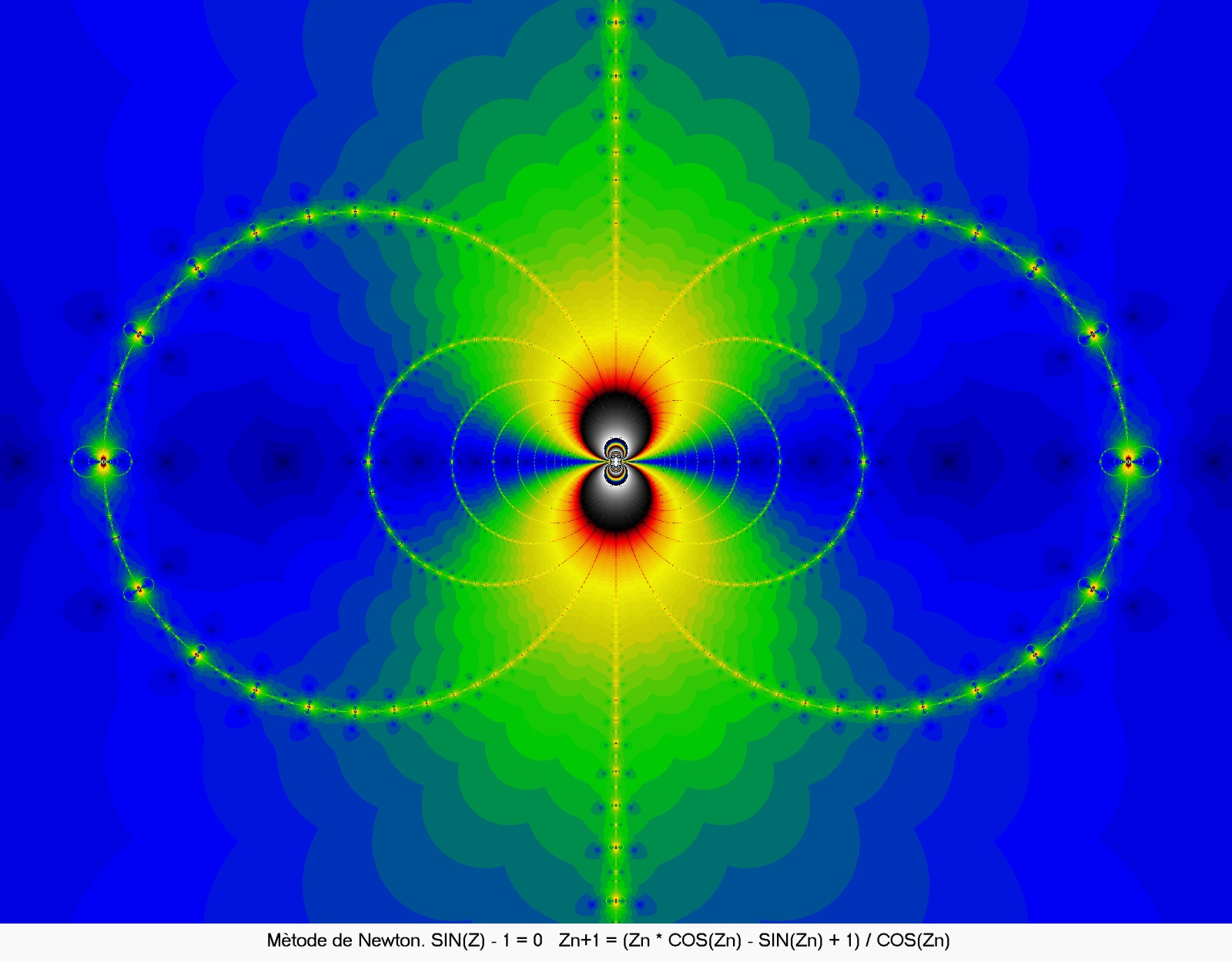
SIN(Z)- 1 = 0
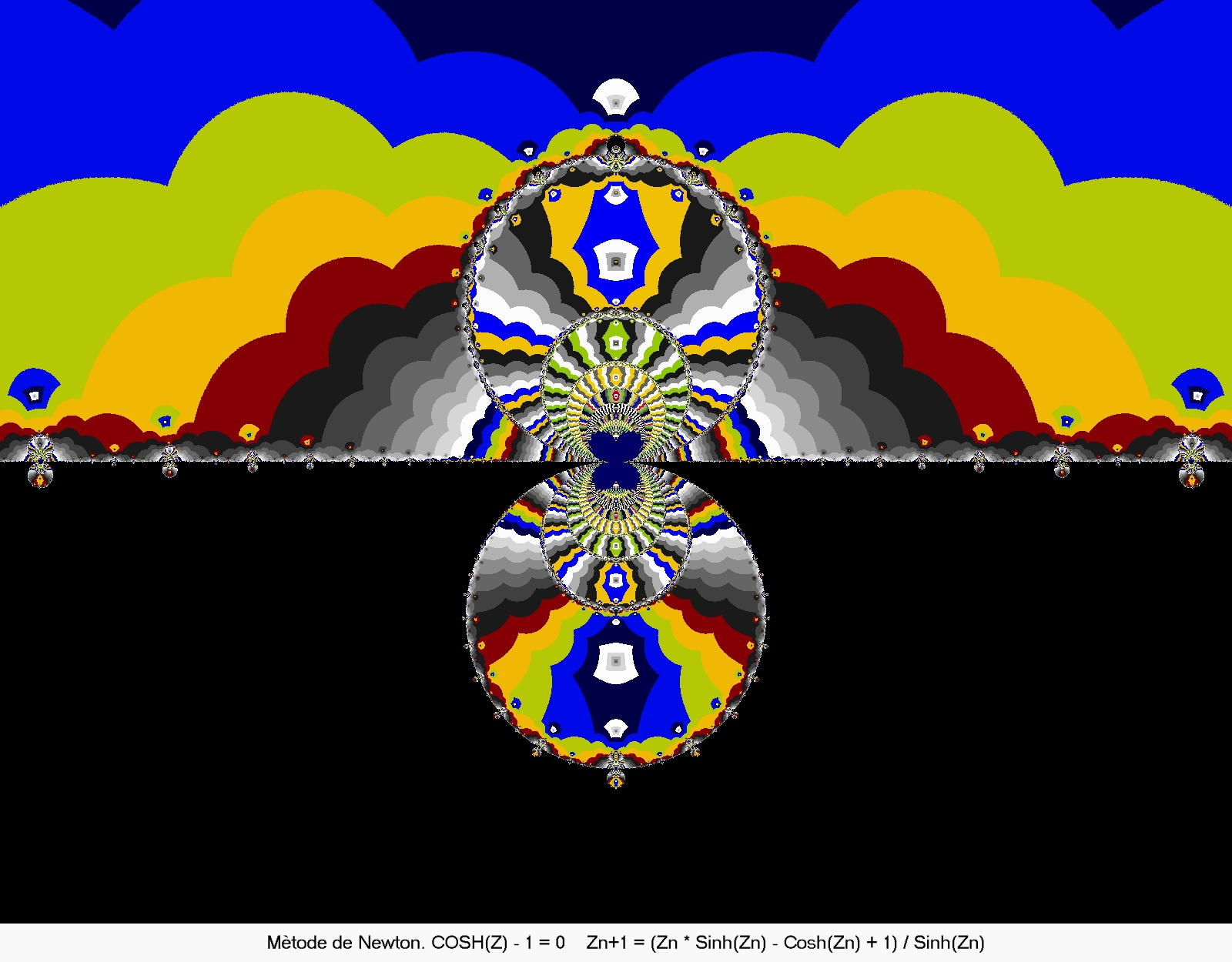
COSH(Z)- 1 = 0

## Características de un fractal

### Autosimilitud

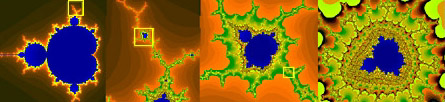
Cuasiautosimilitud en el conjunto de Mandelbrot: al variar la escala obtenemos copias del conjunto con pequeñas diferencias.

Según B. Mandelbrot, un objeto es autosimilar o autosemejante si sus partes tienen la misma forma o estructura que el todo, aunque pueden presentarse a diferente escala y pueden estar ligeramente deformadas.
Los fractales pueden presentar tres tipos de autosimilitud:
Autosimilitud exacta
Este es el tipo más restrictivo de autosimilitud: exige que el fractal parezca idéntico a diferentes escalas. A menudo la encontramos en fractales definidos por sistemas de funciones iteradas (IFS).
Cuasiautosimilitud

Exige que el fractal parezca aproximadamente idéntico a diferentes escalas. Los fractales de este tipo contienen copias menores y distorsionadas de sí mismos. Matemáticamente D. Sullivan definió el concepto de conjunto cuasiauto-similar a partir del concepto de cuasi-isometría. Los fractales definidos por relaciones de recurrencia son normalmente de este tipo.
Autosimilitud estadística
Es el tipo más débil de autosimilitud: se exige que el fractal tenga medidas numéricas o estadísticas que se preserven con el cambio de escala. Los fractales aleatorios son ejemplos de fractales de este tipo.

### Dimensión fractal y dimensión de Hausdorff-Besicovitch

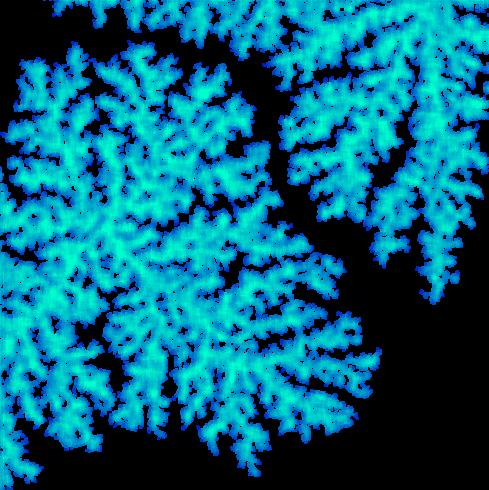
Autosimilitud estadística de un fractal generado por el proceso de agregación limitada por difusión.

Entre los fractales podemos encontrar ejemplos como curvas que llenan todo el plano. En ese caso, la dimensión topológica de la curva, que es uno, no nos informa sobre la forma en que esta ocupa el espacio ambiente. De modo general, podríamos preguntarnos cómo densamente un conjunto ocupa el espacio métrico que lo contiene. Los números que nos informan objetivamente de este tipo de cuestiones son:
La dimensión fractal
Las fórmulas que la definen tienen que ver con el recuento de las bolas necesarias para recubrir el conjunto o con el de cajas de una cuadrícula que contienen parte del conjunto, cuando las dimensiones de unas y otras tienden a cero. Podemos medir la dimensión fractal de objetos reales: líneas de la costa (1.2), nubes, árboles, etc, Con estas medidas podemos comparar objetos del mundo real con fractales generados por algoritmos matemáticos.
La dimensión de Hausdorff-Besicovitch

Tiene una definición más compleja que la de dimensión fractal. Su definición no suele usarse para comparar conjuntos del mundo real.

### Definición por algoritmos recursivos
Podemos destacar tres técnicas comunes para generar fractales:
Sistemas de funciones iteradas (IFS)
Unos conjuntos se reemplazan recursivamente por su imagen bajo un sistema de aplicaciones: el conjunto de Cantor, la alfombra de Sierpinski, el triángulo de Sierpinski, la curva de Peano, la curva del dragón, el copo de nieve de Koch o la Esponja de Menger, son algunos ejemplos.
Fractales de algoritmos de Escape
Definidos por una relación de recurrencia en cada punto del espacio (por ejemplo, el plano complejo): el conjunto de Mandelbrot, conjunto de Julia, y el fractal de Lyapunov.
Fractales aleatorios
Generados por procesos estocásticos, no deterministas: el movimiento browniano,el vuelo de Lévy, los paisajes fractales o los árboles brownianos. Estos últimos son producidos por procesos de agregación por difusión limitada.

## Aspectos matemáticos

### Intentos de definición rigurosa
El concepto de fractal no dispone en el año 2008 de una definición matemática precisa y de aceptación general. Intentos parciales de dar una definición fueron realizados por:
- B. Mandelbrot, que en 1982 definió fractal como un conjunto cuya dimensión de Hausdorff-Besicovitch es estrictamente mayor que su dimensión topológica. Él mismo reconoció que su definición no era lo suficientemente general.
- D. Sullivan, que definió matemáticamente una de las categorías de fractales con su definición de conjunto cuasiautosimilar que hacía uso del concepto de cuasi-isometría.

### Dimensión fractal
Puede definirse en términos del mínimo número {\displaystyle N(\epsilon )} de bolas de radio {\displaystyle \epsilon } necesarias para recubrir el conjunto, como el límite:
{\displaystyle D_{F}=\lim _{\epsilon \to 0}{\ln N(\epsilon ) \over \ln(1/\epsilon )}}
O en función del recuento del número de cajas {\displaystyle N_{n}} de una cuadrícula de anchura {\displaystyle 1/2^{n}} que intersecan al conjunto:
{\displaystyle D_{F}=\lim _{n\to \infty }{\ln N_{n} \over \ln(2^{n})}}
Se demuestra que ambas definiciones son equivalentes, y que son invariantes bajo isometrías.

### Dimensión de Hausdorff-Besicovitch
De una definición más compleja, la dimensión de Hausdorff-Besicovitch nos proporciona un número {\displaystyle D_{H}(A)}, también invariante bajo isometrías, cuya relación con la dimensión fractal {\displaystyle D_{F}(A)} es la siguiente:
{\displaystyle 0\leq D_{H}(A)\leq D_{F}(A)}
Esto permite distinguir en algunos casos entre conjuntos con la misma dimensión fractal.

### Dimensión de fractales producidos por un IFS
Un sistema iterativo de funciones (IFS) es un conjunto de funciones contractivas definidas sobre un subconjunto de {\displaystyle \mathbb {R} ^{n}}. Cuando no hay solapamiento entre las imágenes de cada función, se demuestra que {\displaystyle D_{F}=D_{H}} y que ambas pueden calcularse como solución de la ecuación:

{\displaystyle c_{1}^{D}+c_{2}^{D}+\dots +c_{k}^{D}=1}

donde ci designa el factor de contracción de cada aplicación contractiva del IFS.

## Aplicaciones
Se han utilizado técnicas de fractales en la compresión de datos y en diversas disciplinas científicas.

### Compresión de imágenes

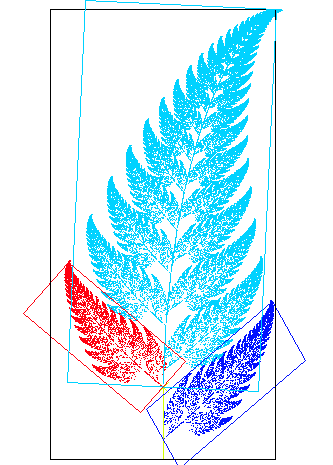
Helecho de Barnsley

Comprimir la imagen de un objeto autosemejante como el helecho de la figura no es difícil: haciendo uso del teorema del collage, debemos encontrar un IFS, conjunto de transformaciones que lleva la figura completa (en negro) en cada una de sus partes autosemejantes (rojo, azul celeste y azul marino). La información sobre la imagen quedará codificada en el IFS, y la aplicación reiterada de dichas transformaciones permite obtener la imagen procesada en cuestión. 
Pero el enfoque anterior plantea problemas con muchas imágenes reales: no esperamos, por ejemplo, que la imagen de un gato presente pequeños gatitos distorsionados sobre sí mismo. Para solventarlo, en 1989 Arnaud Jacquin creó el esquema de sistemas de funciones iteradas particionadas: en él se subdivide la imagen mediante una partición y para cada región resultante se busca otra región similar a la primera bajo las transformaciones apropiadas.
El esquema resultante es un sistema de compresión con pérdidas, de tiempo asimétrico. Lamentablemente aún se tarda mucho en encontrar las transformaciones que definen la imagen. No obstante, una vez encontradas, la descodificación es muy rápida. La compresión, aunque dependa de muchos factores, suele ser equiparable a la compresión JPEG, con lo cual el factor tiempo resulta determinante para decantarse por uno u otro sistema.

### Modelado de formas naturales

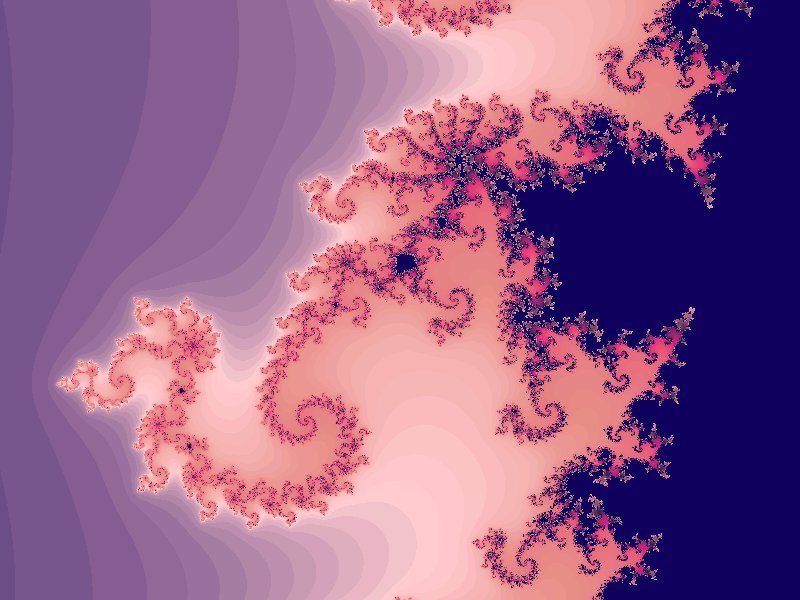
Fracción de un fractal de Mandelbrot

Las formas fractales, las formas en la que las partes se asemejan al todo, están presentes en la materia biológica, junto con las simetrías (las formas básicas que solo necesitan la mitad de información genética) y las espirales (las formas de crecimiento y desarrollo de la forma básica hacia la ocupación de un mayor espacio), como las formas más sofisticadas en el desarrollo evolutivo de la materia biológica en cuanto que se presentan en procesos en los que se producen saltos cualitativos en las formas biológicas, es decir posibilitan catástrofes (hechos extraordinarios) que dan lugar a nuevas realidades más complejas, como las hojas que presentan una morfología similar a la pequeña rama de la que forman parte que, a su vez, presentan una forma similar a la rama, que a su vez es similar a la forma del árbol, y sin embargo cualitativamente no es lo mismo una hoja (forma biológica simple), que una rama o un árbol (forma biológica compleja).
Entre los fenómenos naturales que presentan características de fractales espaciales o temporales, se incluyen:
- ADN
- Algas
- Árboles
- Citoesqueleto de actina[8]
- Costas
- Cristales[9]
- Cuernos de cabras montesas
- Cadenas montañosas
- Olas marinas[10]
- Ananás
- Proteínas[11]
- Anillos de Saturno[12][13]
- Coliflor romanesco[14]
- Copos de nieve[15]
- Fluidos turbulentos[16][17]
- Movimiento browniano[18]
- Óptica geométrica[19]
- Poros de las arcillas[20]
- Redes fluviales
- Relámpagos
- Ritmo cardíaco[21]
- Sonidos cardíacos[22]
- Terremotos[23][24]
- Vasos sanguíneos y pulmonares

### Sistemas dinámicos

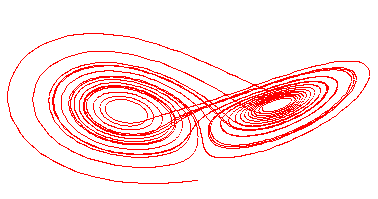
Un atractor extraño: el atractor de Lorenz.

Pero además las formas fractales no solo se presentan en las formas espaciales de los objetos sino que se observan en la propia dinámica evolutiva de los sistemas complejos (ver teoría del caos). Dinámica que consta de ciclos (en los que partiendo de una realidad establecida simple acaban en la creación de una nueva realidad más compleja) que a su vez forman parte de ciclos más complejos los cuales forman parte del desarrollo de la dinámica de otro gran ciclo. Las evoluciones dinámicas de todos estos ciclos presentan las similitudes propias de los sistemas caóticos.

### En manifestaciones artísticas

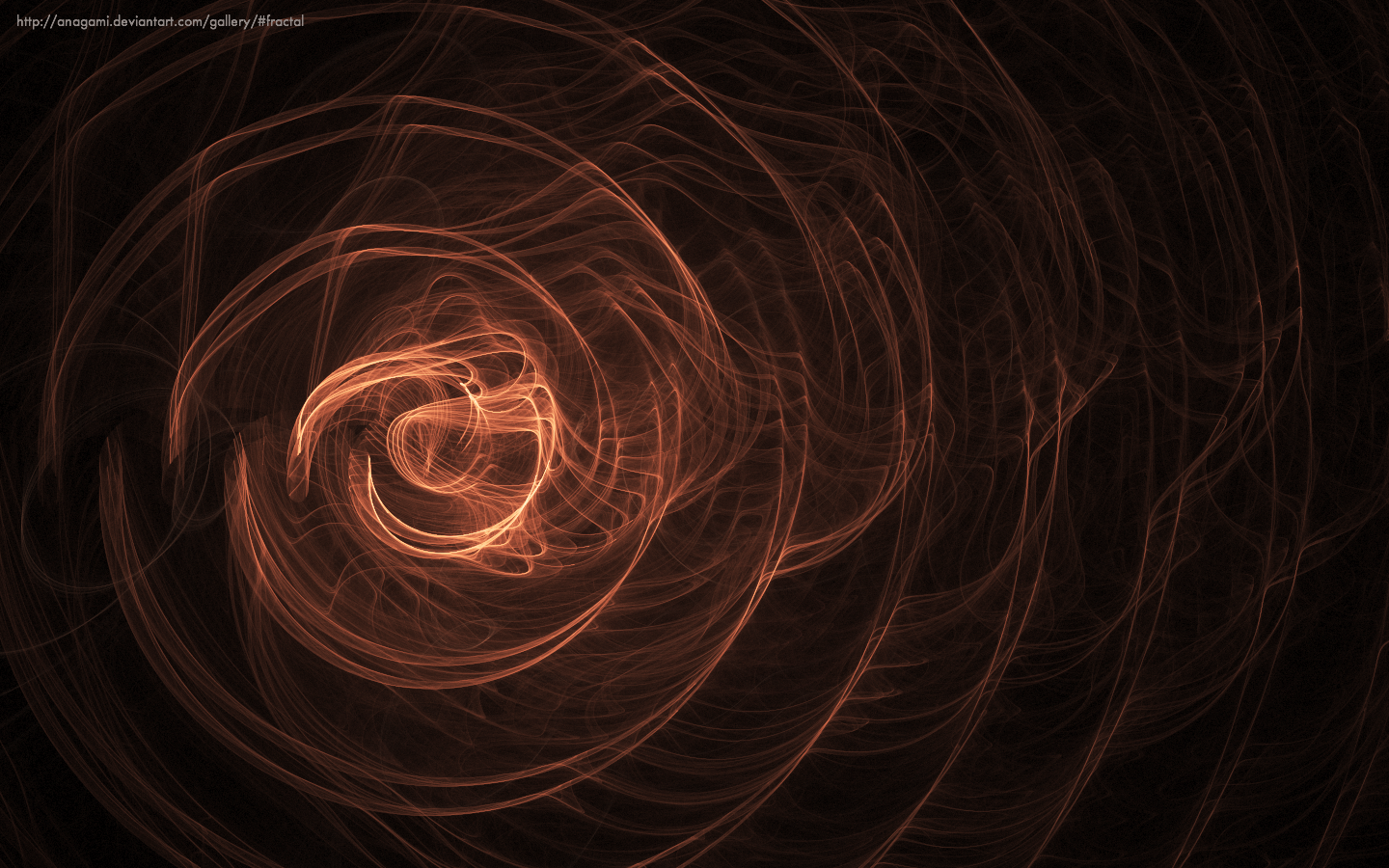
Imagen generada con el programa Apophysis.

La música puede contener formas fractales. La música tradicionalmente ha contado con especial facilidad a la hora de asimilar su lenguaje con el de las matemáticas. Los procesos de disminución y aumentación son reflejo de las cualidades de autosemejanza y autorreferencia, pudiendo continuar su lógica constructiva ad infinitum. Algunas obras clásicas de Beethoven, Bach y Mozart son ejemplos representativos según reveló un estudio.[cita requerida] El método que siguieron estos compositores, ya sea de manera intencionada o no, para integrar fractales y matemáticas era mediante una analogía entre una dimensión fractal y el número y la disposición de las diferentes notas de una obra o pieza. [cita requerida]
Se usan tanto en la composición armónica y rítmica de una melodía como en la síntesis de sonidos. Esto se debe al uso de lo que en composición se llaman "micromodos", o pequeños grupos de tres notas, a partir de los cuales uno puede trabajarlos de manera horizontal (melódica), o vertical (armónica). A su vez, el ritmo puede ser trabajado en sucesiones temporales específicas, que son determinadas por sucesiones de fractales.
Por otra parte, las litografías del artista neerlandés Maurits Cornelis Escher (1898-1972) desarrollaron con frecuencia estructuras matemáticas complejas y avanzadas.
Con programas informáticos como Apophysis, Sterling o Ultra Fractal se pueden generar imágenes con técnicas diversas; cambiando parámetros, geometría de triángulos o con transformaciones aleatorias.

## Cuadro resumen
| Fractales                      | |
| Características                | • Dimensiones fractales (Assouad • Recuento de cajas • Correlación • Hausdorff • Empaquetado • Topológicas) • Recursión • Autosimilitud |
| Sistema iterativo de funciones | • Helecho de Barnsley • Conjunto de Cantor • Copo de nieve de Koch • Esponja de Menger • Alfombra de Sierpinski • Triángulo de Sierpinski • Tamiz de Apolonio • Palabra de Fibonacci • Curva de llenado del espacio • Curva del manjar blanco • Curva de De Rham • Minkowski • Curva del dragón • Curva de Hilbert • Curva de Koch • Curva de Lévy C • Curva de Moore • Curva de Peano • Curva de Sierpinski • T-cuadrada • n-copo • Fractal de Vicsek • Hexacopo • Curva de Gosper • Árbol de Pitágoras |
| Atractor                       | • Análisis multifractal |
| Sistema-L                      | • Dosel fractal • Curva de llenado del espacio • Árbol H |
| Fractales por tiempo de escape | • Fractal del barco en llamas • Conjunto de Julia • Fractal de Newton • Conejo de Douady • Fractal de Lyapunov • Conjunto de Mandelbrot • Punto de Misiurewicz • Conjunto multibrot • Fractal de Newton • Tricornio • Mandelcaja • Mandelbulbo |
| Técnicas de renderización      | • Buddhabrot • Trampa orbital • Tallo de Pickover |
| Fractales aleatorios           | • Movimiento browniano • Árbol browniano • Motor browniano • Paisaje fractal • Vuelo de Lévy • Teoría de la percolación • Camino autoevitante |
| Autores destacados             | •Michael Barnsley •Georg Cantor •Bill Gosper •Felix Hausdorff •Desmond Paul Henry •Gaston Julia •Helge von Koch •Paul Lévy •Aleksandr Liapunov •Benoît Mandelbrot •Hamid Naderi Yeganeh •Lewis Fry Richardson •Waclaw Sierpinski |
| Otros                          | • "¿Cuánto mide la costa de Gran Bretaña?" • Paradoja de la línea de costa •Anexo:Fractales por dimensión de Hausdorff • La belleza de los fractales (libro de 1986) •Fractalismo • Caos: la creación de una ciencia (libro de 1987) • La geometría fractal de la naturaleza (libro de 1982) • Caleidoscopio • Teoría del caos |